# Braune Jägerspinne
Die Braune Jägerspinne (Olios argelasius) ist eine Spinne aus der Familie der Riesenkrabbenspinnen (Sparassidae). Die vorwiegend mediterran verbreitete Art zählt zu den kleineren bis mittelgroßen Vertretern dieser Familie und ist wenig erforscht. Ihre Farbgebung besteht entsprechend ihrem Trivialnamen überwiegend aus verschiedenen Brauntönen. Es kam in der Vergangenheit vereinzelt zu Sichtungen von Exemplaren der Art in Mitteleuropa, die dorthin verschleppt wurden.
Die nachtaktive Braune Jägerspinne ist xerothermophil (trockene warme Lebensräume bevorzugend) und bewohnt besonders Steine, Felsen und Mauern. Sie jagt wie alle Riesenkrabbenspinnen ohne ein Spinnennetz, sondern freilaufend als Lauerjäger. Das Beutespektrum der Art besteht aus anderen Gliederfüßern und schließt auch reaktionsschnelle Vertreter dieses Stammes, etwa Zweiflügler mit ein. Ein verpaartes Weibchen betreibt eine für Riesenkrabbenspinnen unübliche und intensive Brutpflege und legt ein Brutgespinst an, in dem es sowohl den Eikokon, als auch die geschlüpften Jungtiere bis zu deren Selbstständigkeit bewacht.

## Merkmale

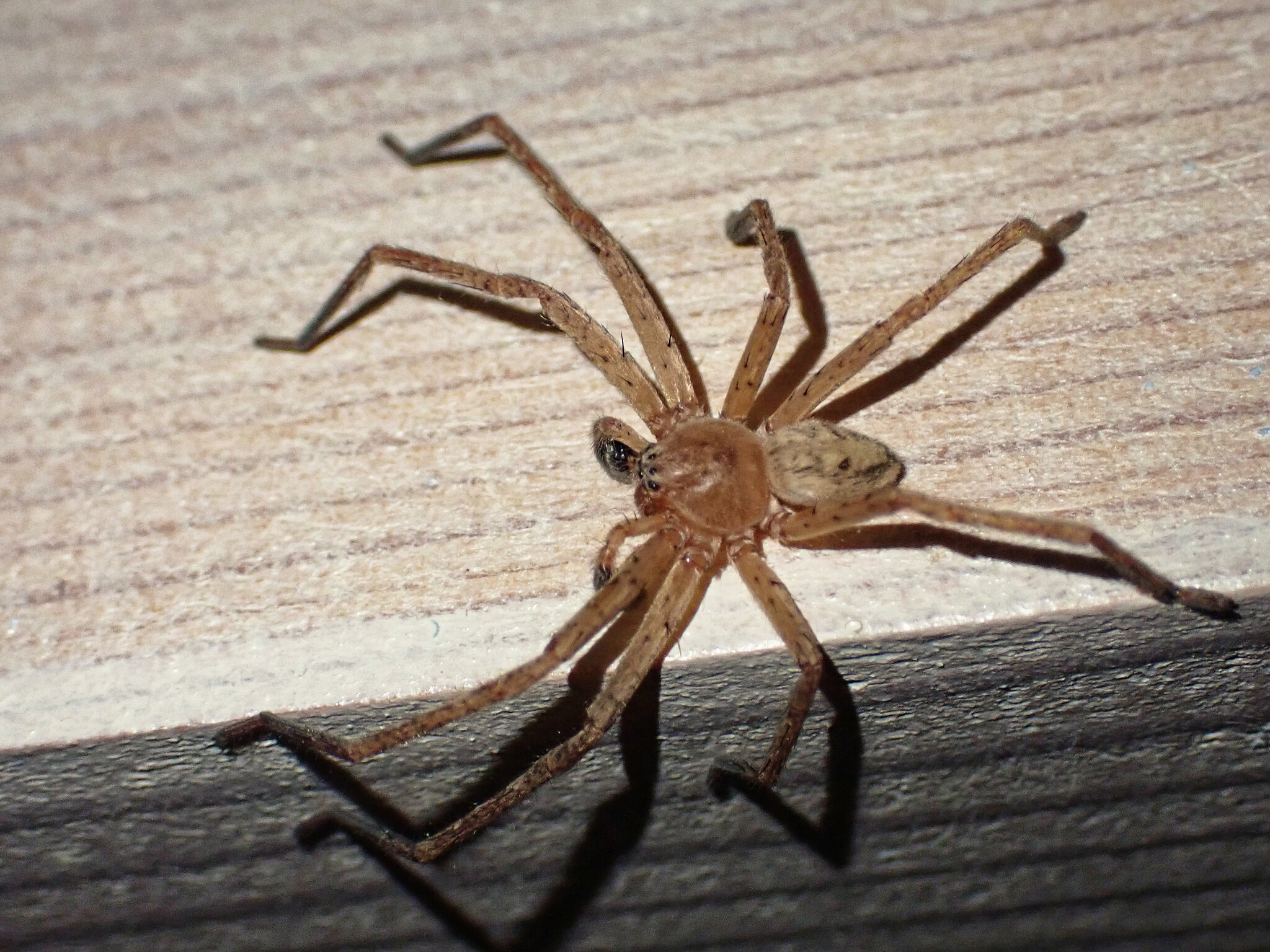
Männchen

Das Weibchen der Braunen Jägerspinne erreicht eine Körperlänge von 10,6 bis 15,9 Millimetern und das Männchen eine Länge von 7,4 bis 9,8 Millimetern, womit es sich um eine kleine bis mittelgroße Riesenkrabbenspinne handelt. Die Art hat eine gelbbräunliche Grundfärbung. Der Körperbau ist mit dem anderer Jägerspinnen (Olios) identisch.
Das Prosoma (Vorderkörper) erscheint rotbraun bis gelblich, während die Cheliceren (Kieferklauen) rotbraun und distal (vom Zentrum entfernt gelegen) dunkler gefärbt sind. Die Färbung der Beine ist gelblich bis bräunlich. Sie sind außerdem dunkel gefleckt und erscheinen distal ebenfalls etwas dunkler. An den Coxen (Hüftglieder) sind die Beine leicht seitlich eingedreht.
Das Opisthosoma (Hinterleib) weist eine gelbbraune bis graubraune Grundfärbung auf. Hier befindet sich im vorderen Bereich ein grauer Spießfleck und dahinter anliegend dunkle Winkelflecken. Auf dem Rest des Opisthosomas können dunkle Linien auftreten, diese Zeichnung ist jedoch zumeist schwach ausgeprägt.

### Sexualdimorphismus
Die Braune Jägerspinne weist wie viele andere Spinnen einen ausgeprägten Sexualdimorphismus (Unterschied der Geschlechter) auf, der bei dieser Art neben den Dimensionen vor allem anhand der Bestachelung und Bezahnung erkennbar wird. Die Cheliceren des Männchens haben 2 promarginale (innen vorderseitige) und 3 retromarginale (innen rückseitige) Zähne sowie jeweils 4 Setae (chitinisierte Haare) an den Basalgliedern der Cheliceren. Die Klauen der Tarsen (Fußglieder) vom ersten Beinpaar des Männchens besitzen je 16 prolaterale (vorne seitliche) und 19 retrolateral (hinten seitliche) Zähne. Beim Weibchen haben die Cheliceren je 2 promarginale & 4 retromarginale Zähnen sowie 6 Setae an den Basalgliedern der Cheliceren.

#### Einzelnes Männchen

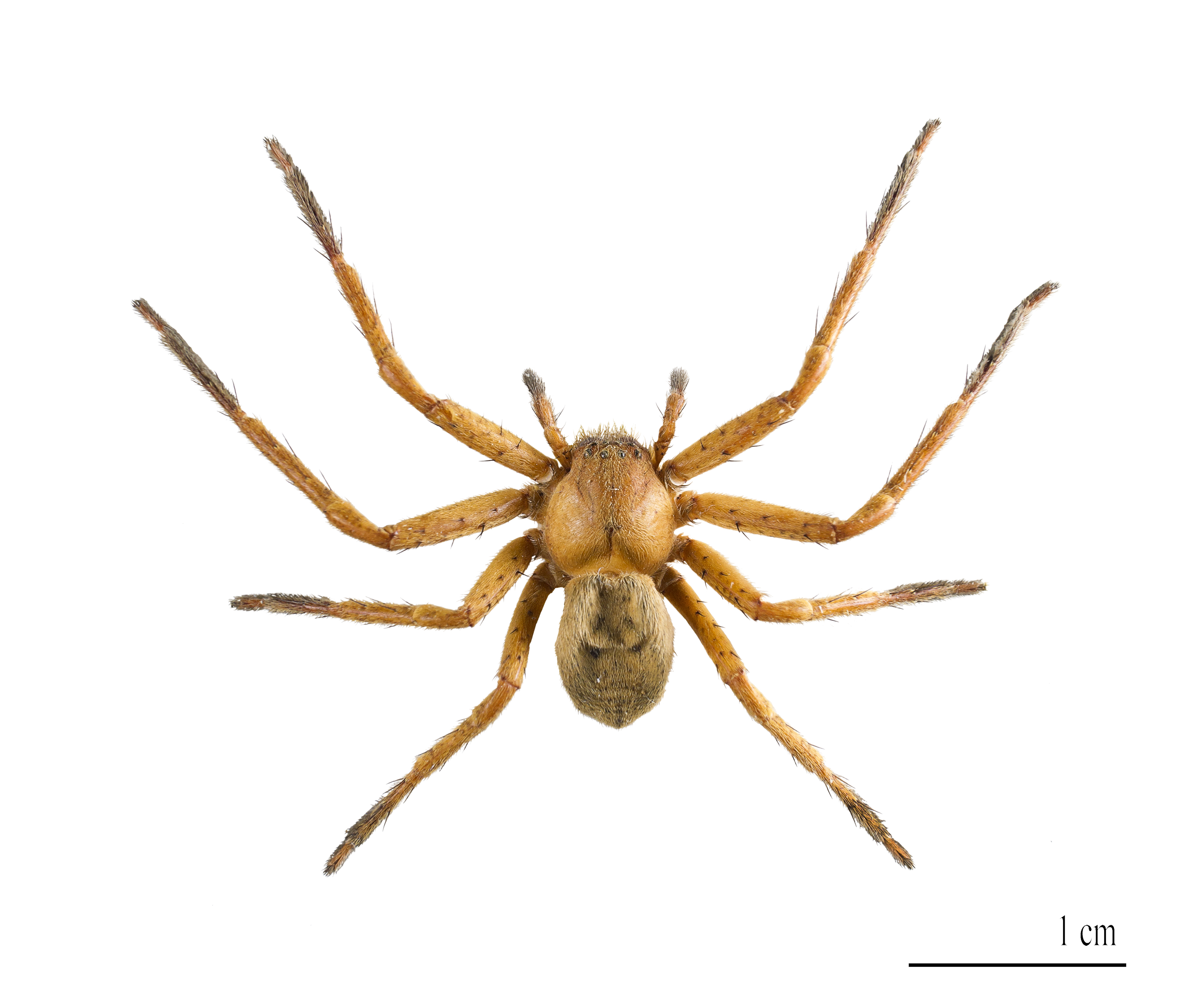
Männchen im Größenvergleich

Ein 2020 von Peter Jäger im Rahmen einer Revision der Jägerspinnen (Olios) untersuchtes und in den östlichen Pyrenäen gefundenes Männchen der Braunen Jägerspinne wies eine Prosomalänge von 3,8 und eine Opisthosomalänge von 4,2 Millimetern auf. Dieses Männchen hatte eine gelbbraune Grundfarbe mit undeutlicher Zeichnung. Die Femora waren undeutlich gepunktet. Das Opisthosoma zeigte dorsal (oben) Punkte, ventral (unten) einen dunkleren medianen (mittleren) Bereich. Die Cheliceren verfügten bei dem Exemplar über 2 promarginale und 3 retromarginale Zähne und 4 Setae an den Basalgliedern der Cheliceren. Die Tarsalklauen des ersten Beinpaars verfügten hier wie üblich über 16 prolaterale und 19 retrolaterale Zähne.
| Beinpaar                                              | Stacheln                                      |
| Pedipalpen (umgewandelte Extremitäten im Kopfbereich) | Fe1-3-0, 0-0-0, 1-0-1-1, Ti2-1-2-4, Mt2-0-2-4 |
| Erstes Beinpaar                                       | Fe2-(4)-2-3, Ti2-1-2-4, Mt2-0-2-4             |
| Zweites Beinpaar                                      | Fe3-2-3, Ti2-1-2-4, Mt2-0-2-4                 |
| Drittes Beinpaar                                      | Fe3-2-3, Ti2-1-2-4, Mt2-0-2-4                 |
| Viertes Beinpaar                                      | Fe3-2-1, Ti2-1-2-4, Mt3-0-3-6                 |

Legende:
- Fe = Femur (Schenkel)
- Ti = Tibia (Schiene)
- Mt = Metatarsus (Fersenglied)

Ansichten von Männchen
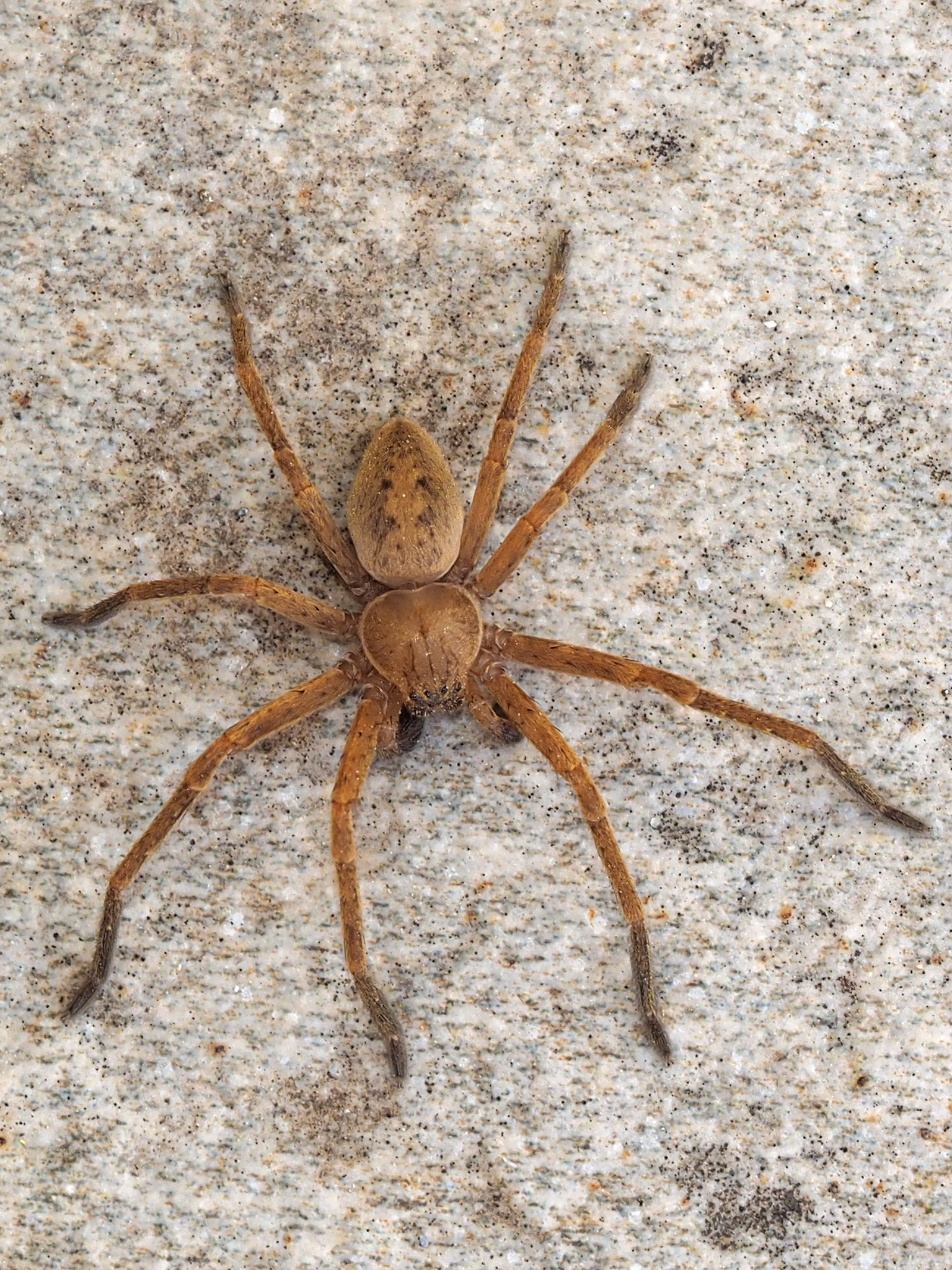
Dorsalansicht
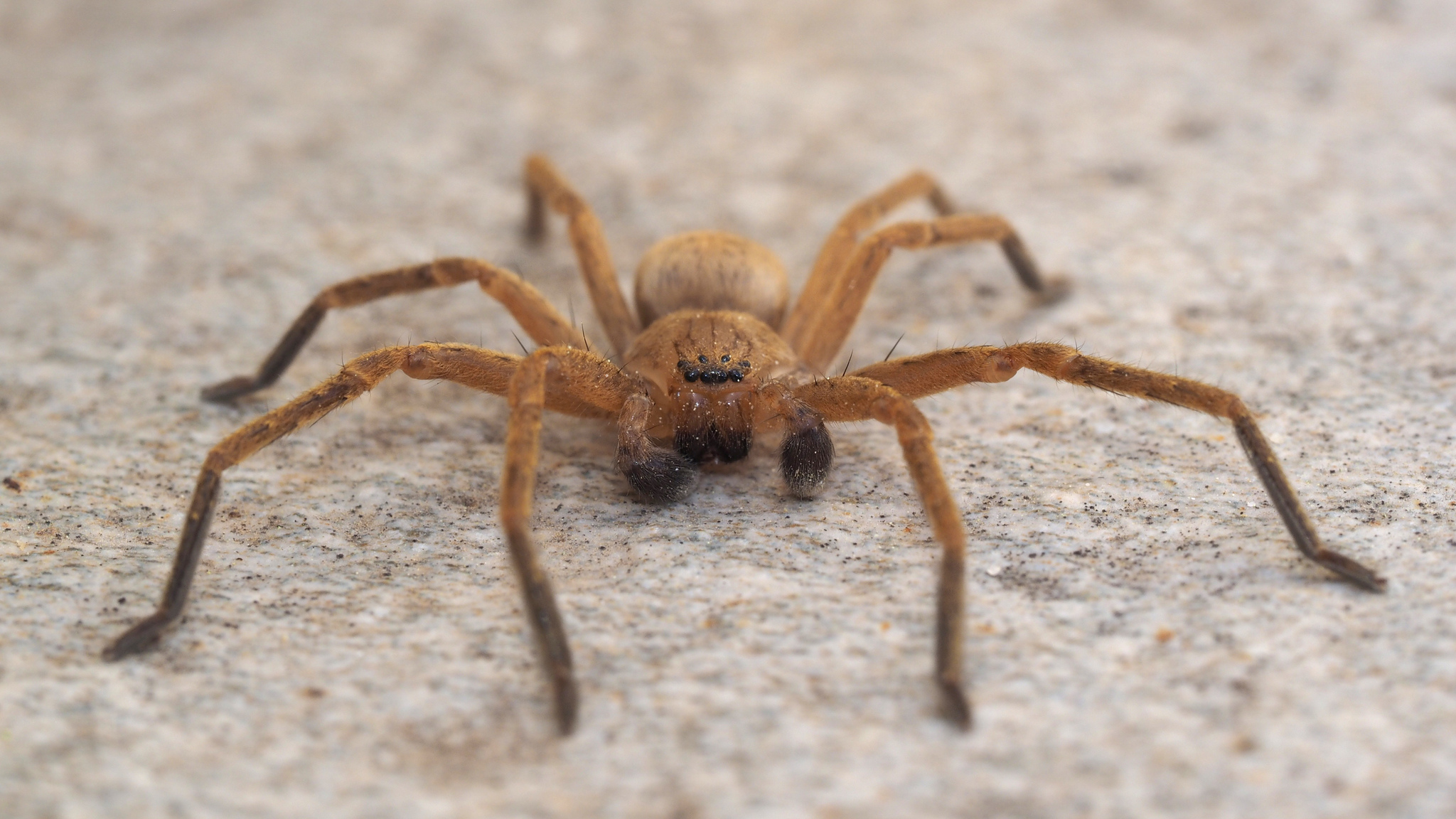
Frontalansicht
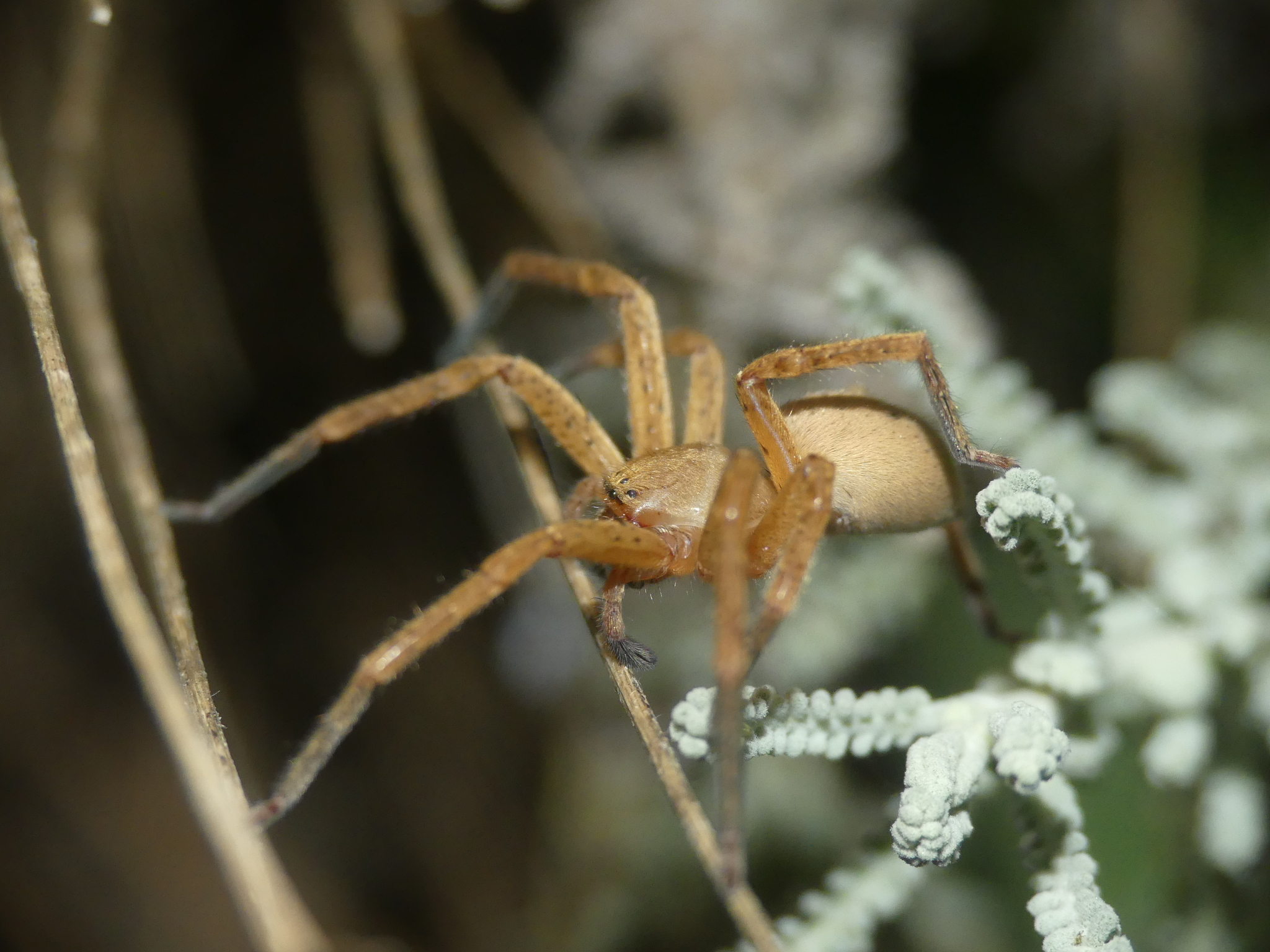
Lateralansicht
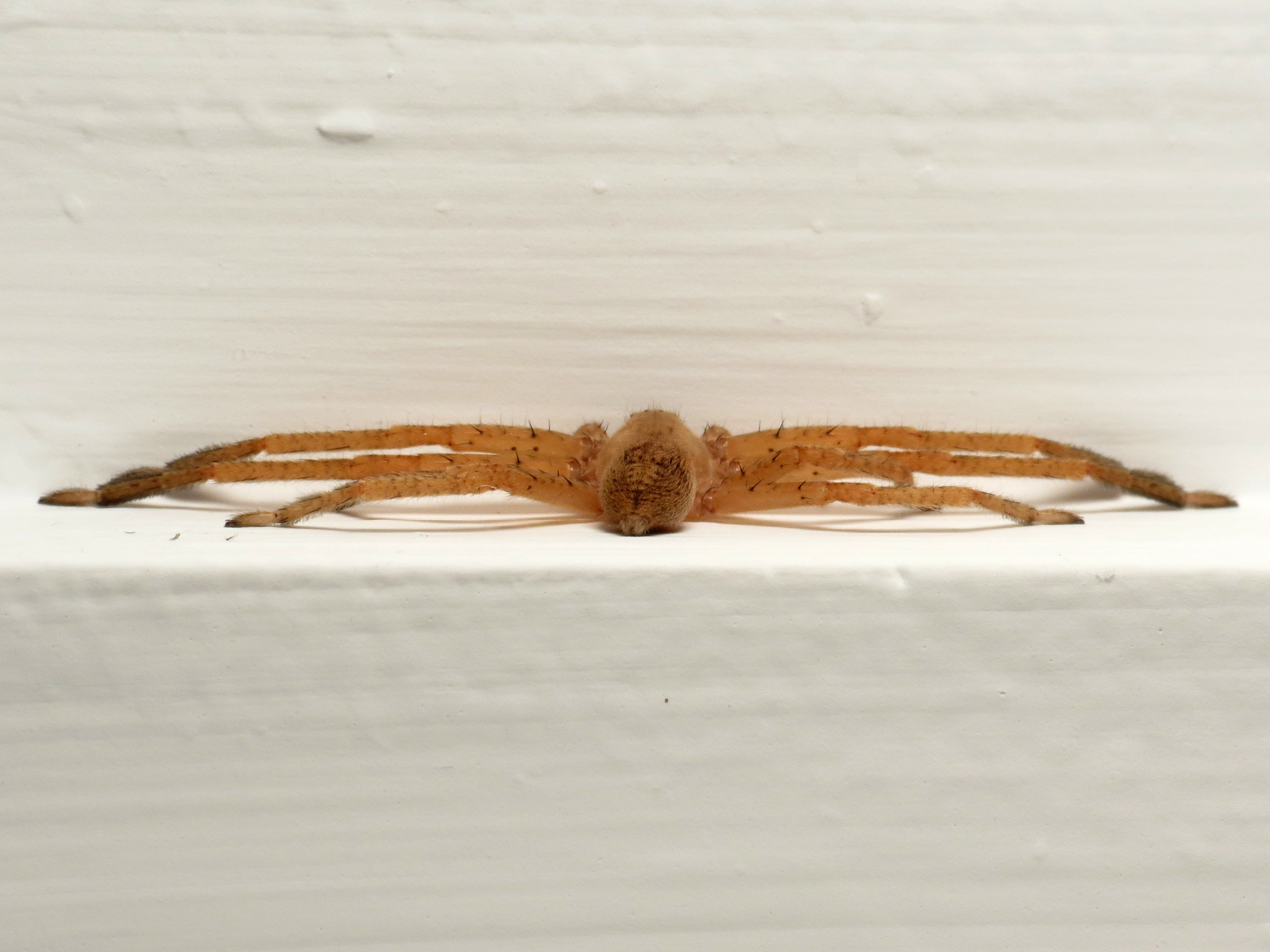
Rückansicht
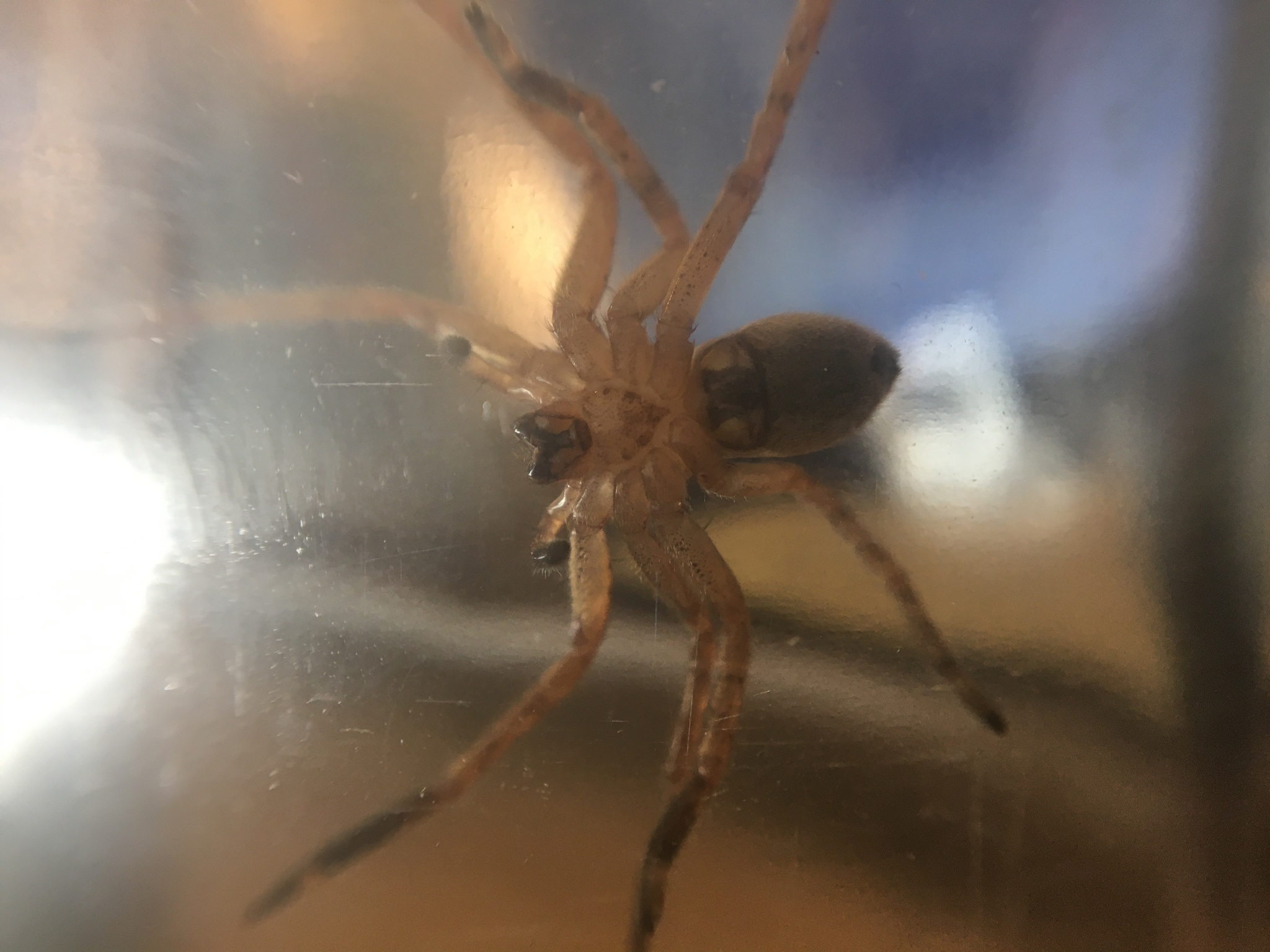
Ventralansicht

#### Einzelnes Weibchen

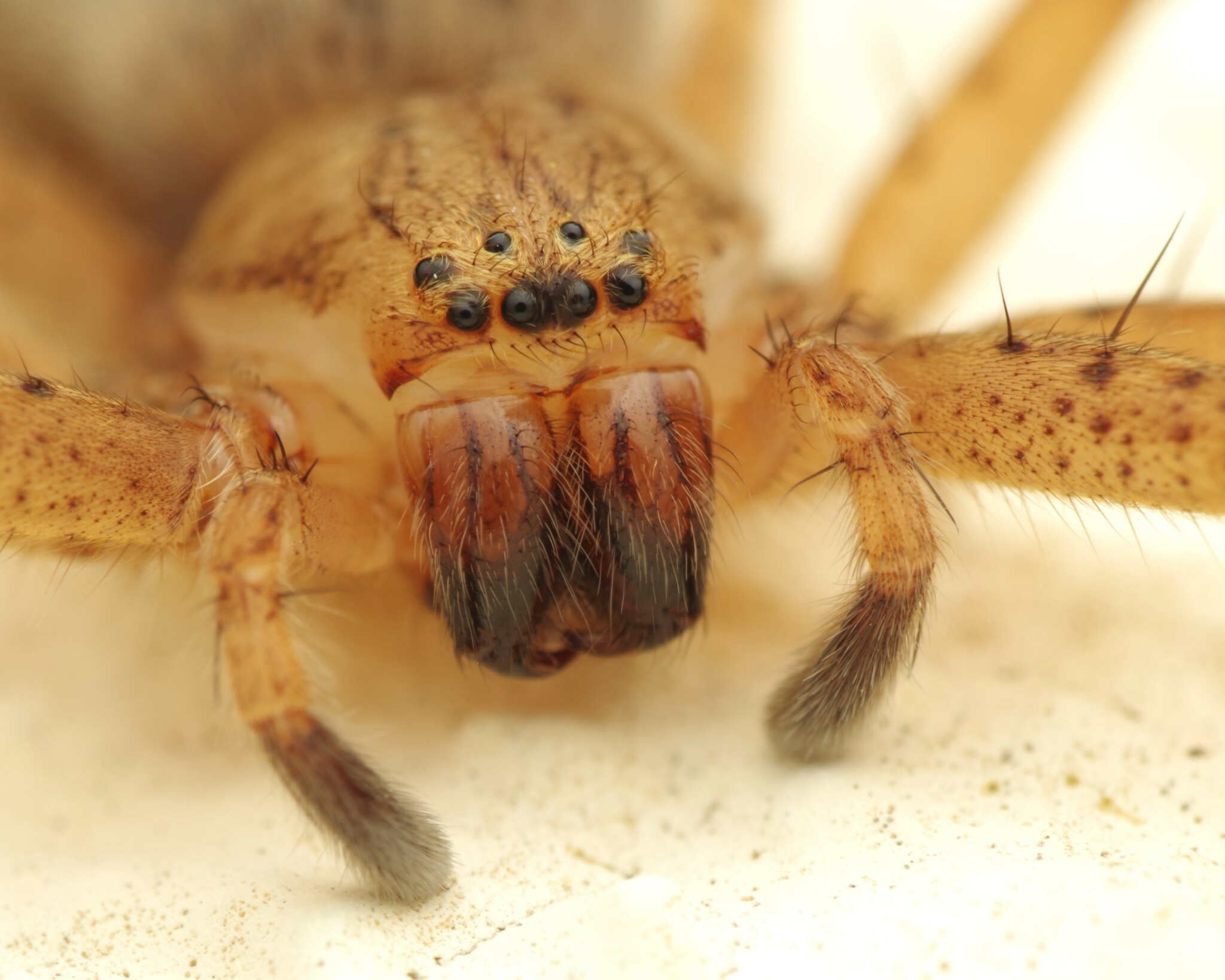
Frontale Detailansicht eines Weibchens mit gut erkennbaren Augen, Cheliceren und Pedipalpen.

Bei einem ebenfalls im Rahmen der Revision der Gattung unter Jäger von ihm untersuchten Weibchen, das er zur gleichen Zeit in der archäologischen Stätte Lakkos auf der Insel Kreta fand, war das Prosoma 5,3 Millimeter lang sowie 5,1 Millimeter breit, während das Opisthosoma eine Länge von 10,6 und eine Breite von 7,6 Millimetern aufwies. Die Färbung ähnelte sehr der des untersuchten Männchens, fiel aber generell dunkler aus. Das Opisthosoma dieses Weibchens war ventral gepunktet, lateral (seitlich) hatte es ein dunkles Medianband.
| Beinpaar         | Stacheln                       |
| Pedipalpen       | 1-3-0, 0-0-0, 0-0-1, 2-0-2-0   |
| Erstes Beinpaar  | Fe2-2-3, Ti-2-0-2-4, Mt2-0-2-4 |
| Zweites Beinpaar | Fe3-2-3, Ti-2-0-2-4, Mt2-0-2-4 |
| Drittes Beinpaar | Fe3-2-2, Ti-2-0-2-4, Mt2-0-2-4 |
| Viertes Beinpaar | Fe3-2-1, Ti-2-0-2-4, Mt3-0-3-6 |

Ansichten von Weibchen
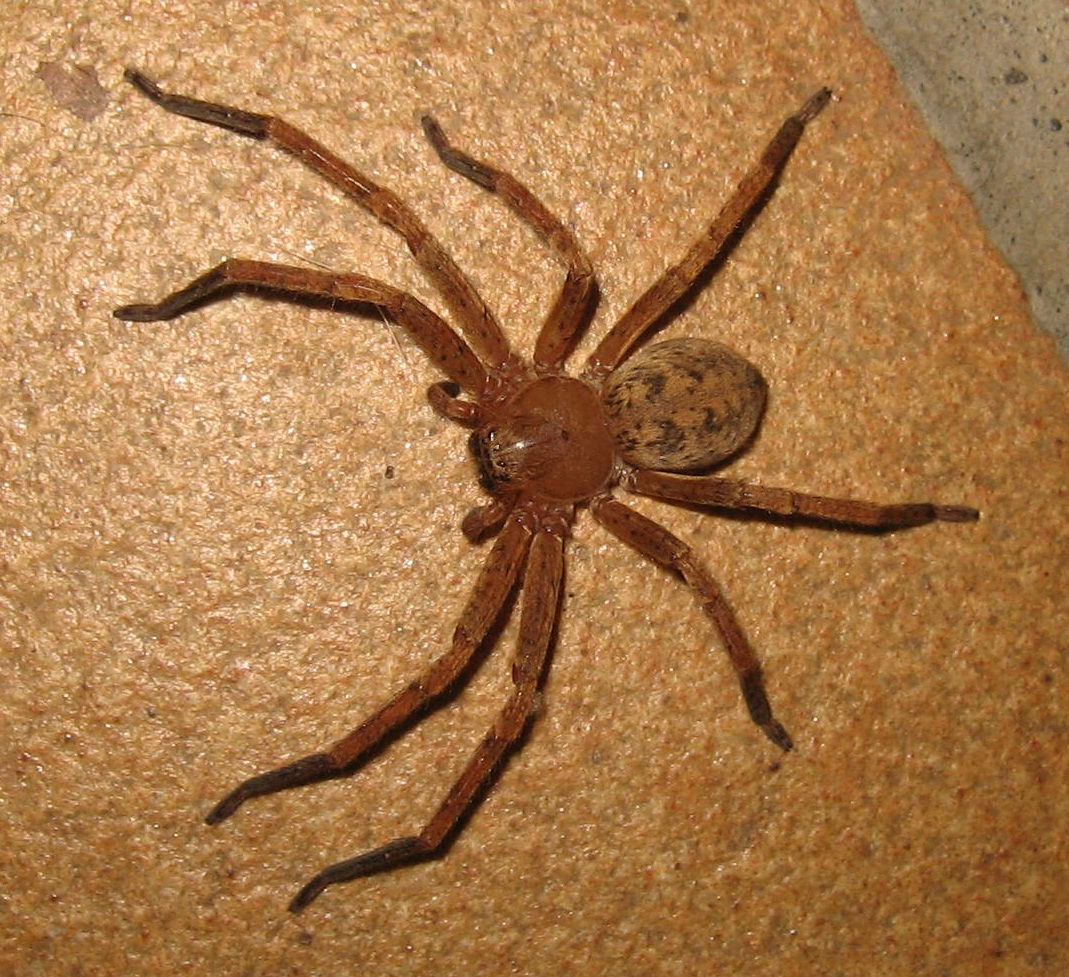
Dorsalansicht
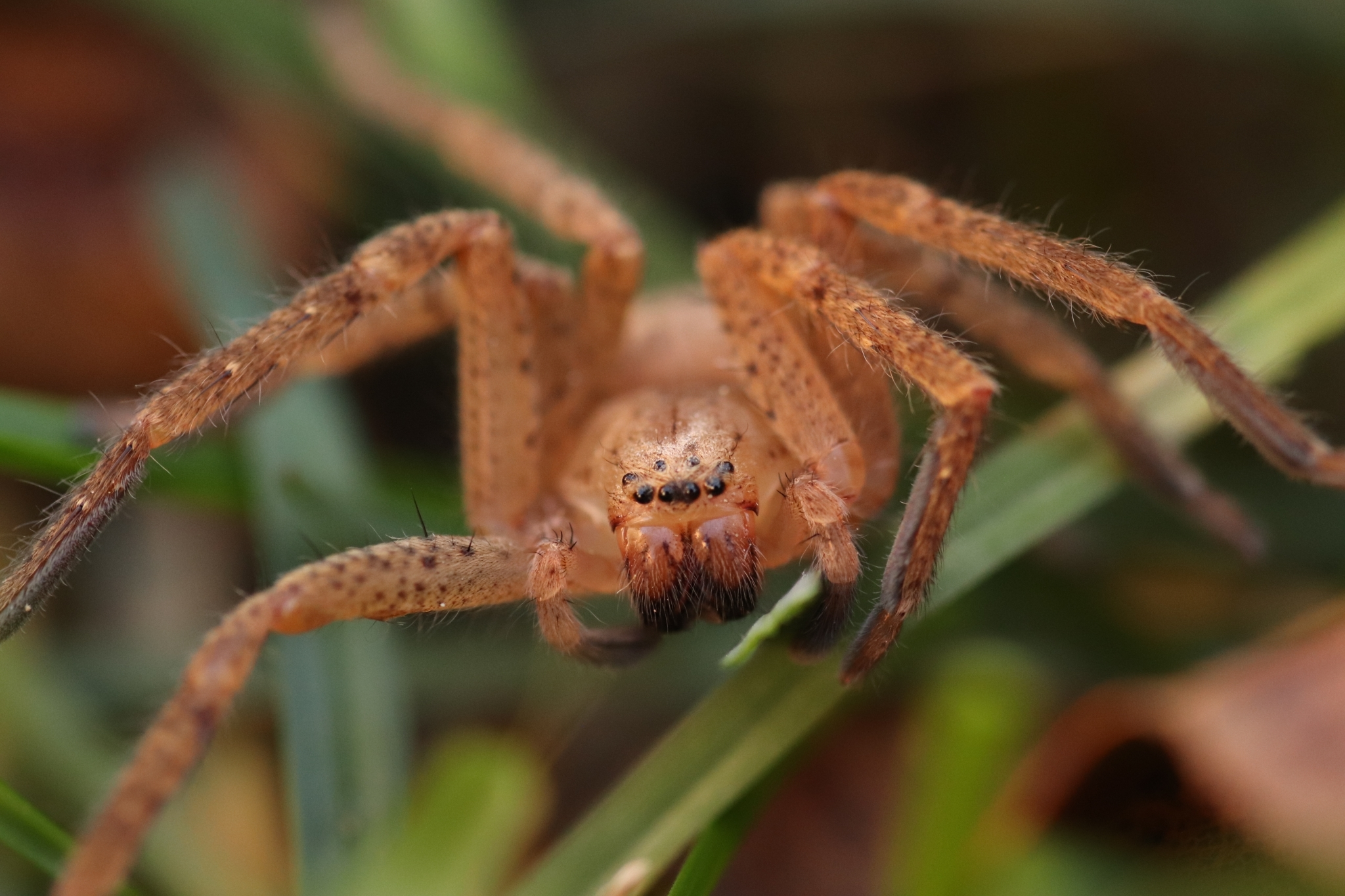
Frontalansicht
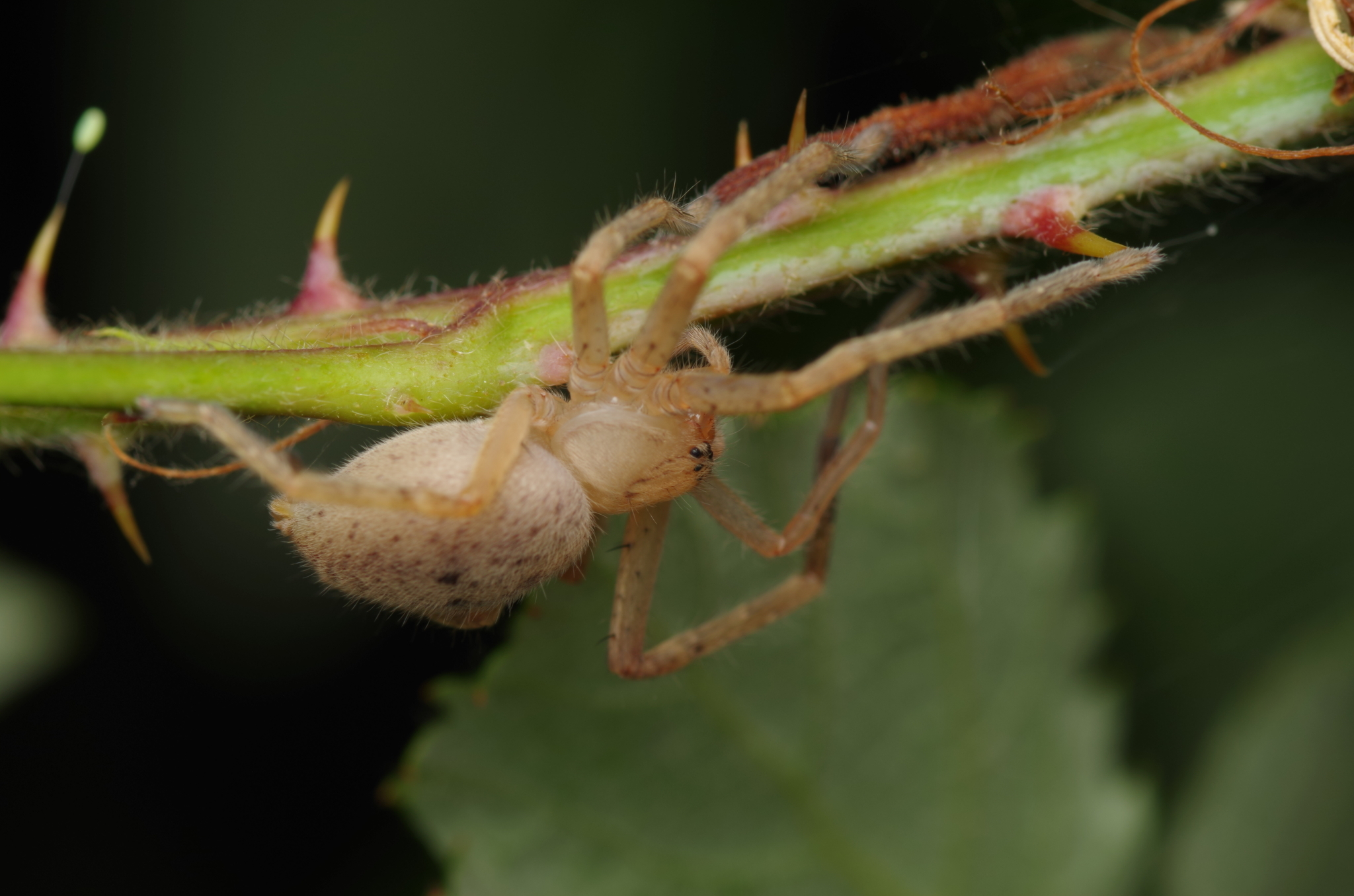
Lateralansicht
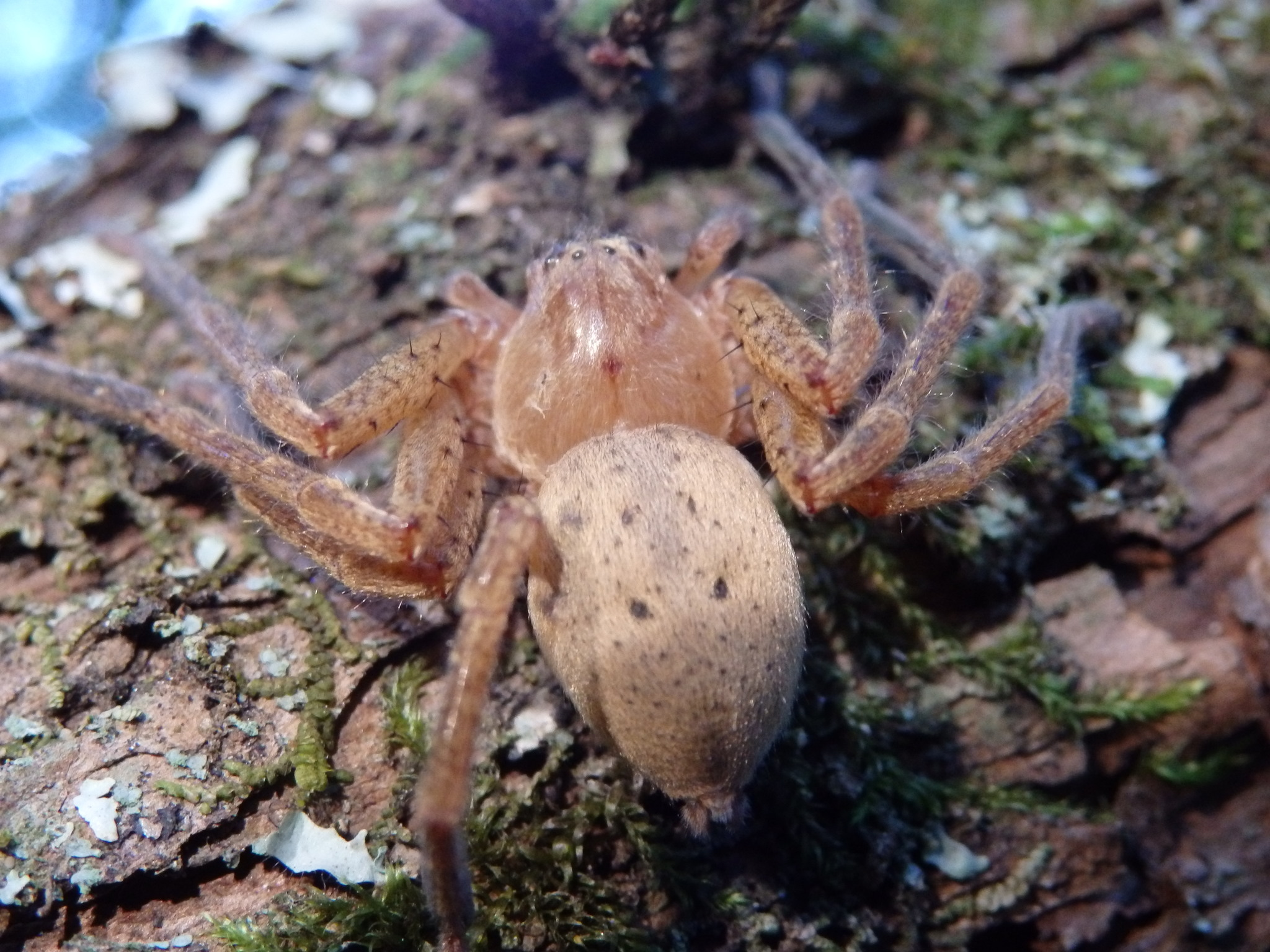
Rückansicht
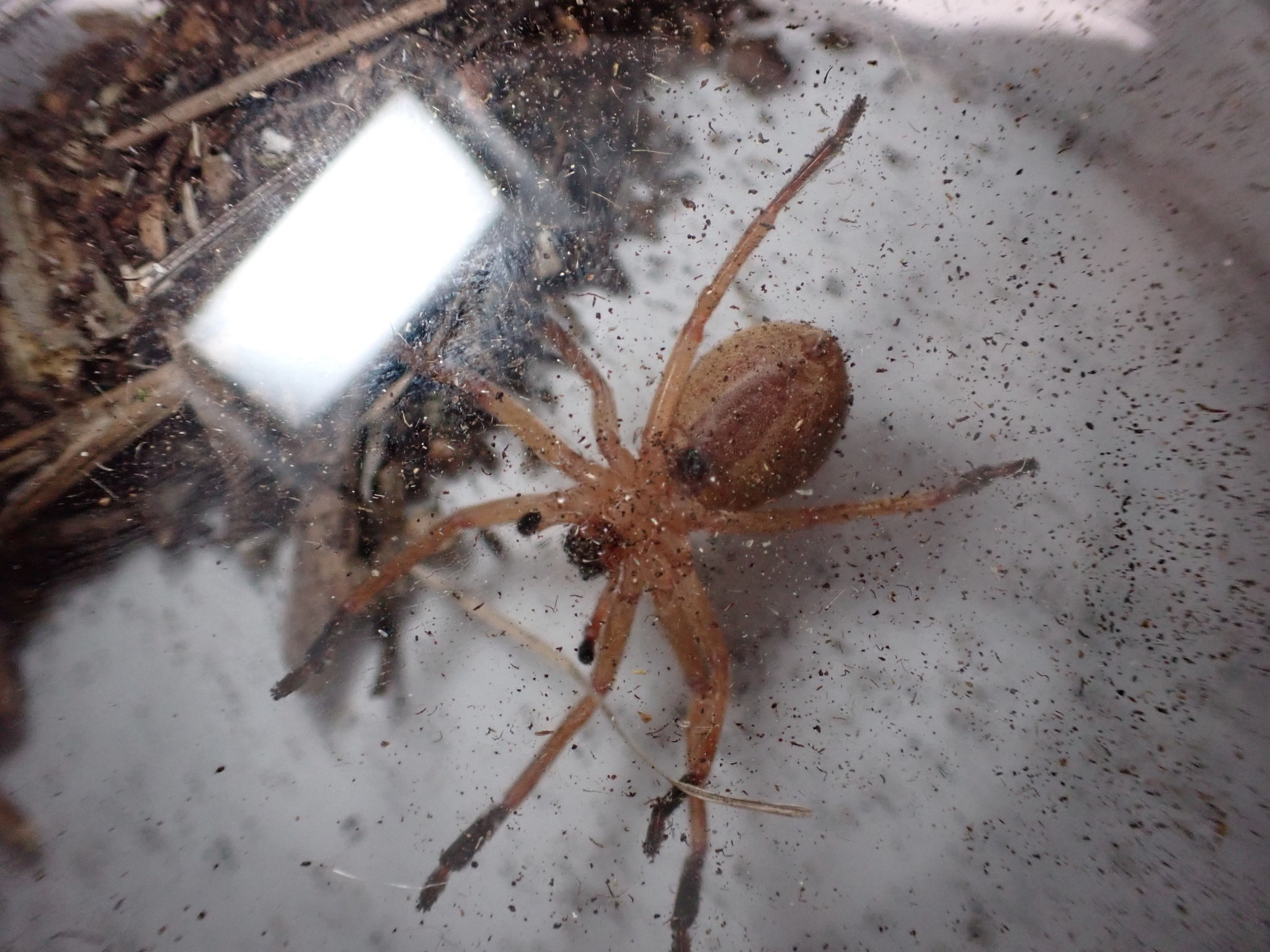
Ventralansicht

### Genitalmorphologische Merkmale

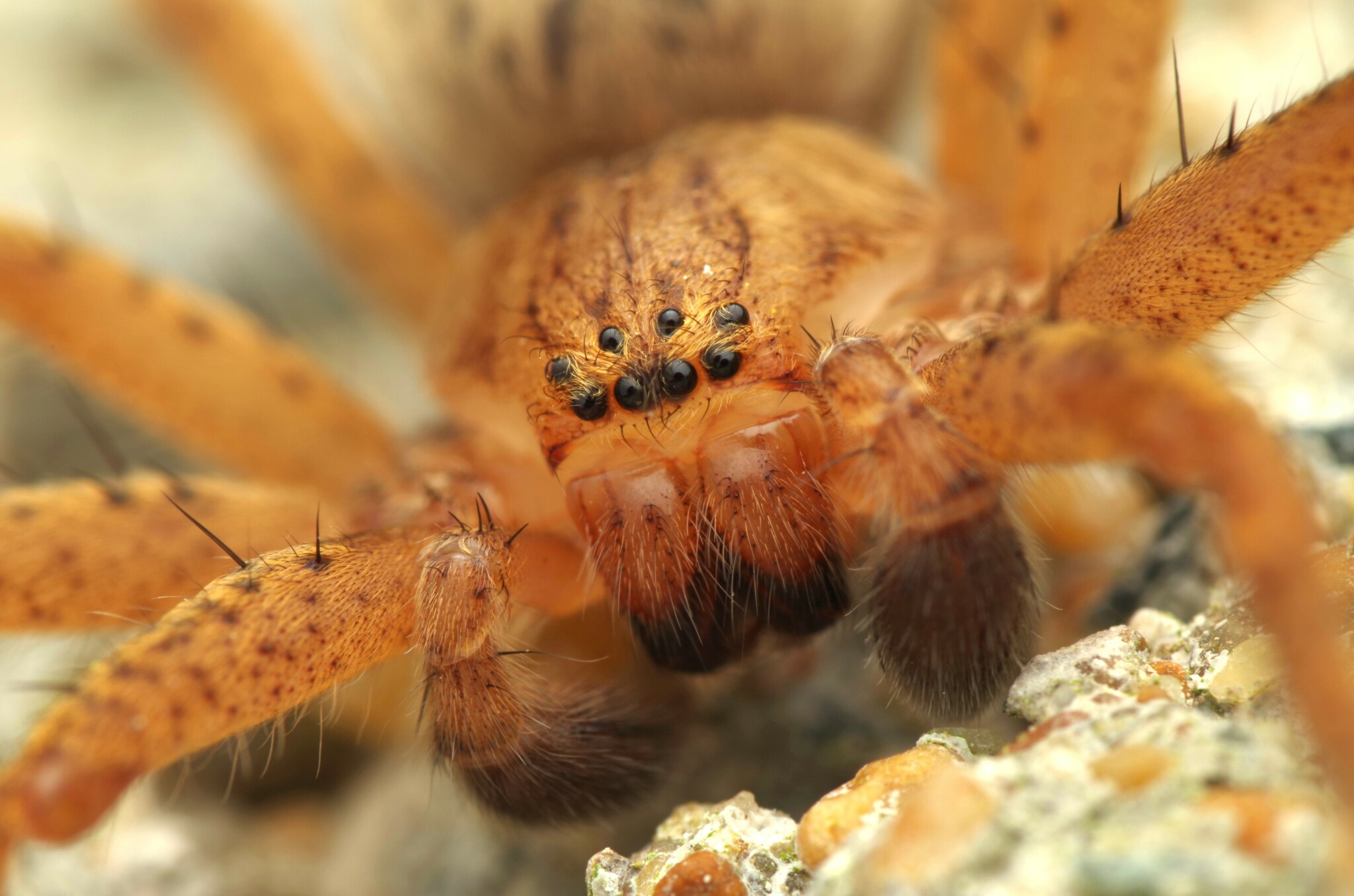
Frontale Detailansicht eines Männchens mit den gut sichtbaren Bulbi

Die Bulbi (männliche Geschlechtsorgane) der Braunen Jägerspinne werden u. a. durch die in 5- bis 6-Uhr-Position anliegenden Emboli (letzte Sklerite, bzw. Hartteile der Bulbi) gekennzeichnet. Diese sind schleifenförmig aufgebaut und haben einen runden bis ovalen Verlauf. Es gibt eine gut ausgebildete Tibiaapophyse (chitinisierter Fortsatz), sowie eine weitere retrolaterale (seitlich dem Körper abgewandte) Tibiaapophyse, die zumeist einfacher gebaut ist. Letztere hat eine breite Basis und verjüngt sich apikal (nach oben gerichtet) zu einer Spitze, während diese Apophyse subapikal wenige undeutlich hervorgehobene Zähne aufweist. Eine dritte, eher kurze Apophyse befindet sich jeweils am Embolus und ist am besten aus retrolateraler Sicht erkennbar.
Die Epigyne (weibliches Geschlechtsorgan) verfügt über einen schmalen Längsschlitz, der fast die gesamte Epigyne trennt. Von der Fläche her ist die Epigyne annähernd quadratisch. Durch die durchscheinende Cuticula (Außenhaut des Exoskeletts) kann man die Kopulationskanäle in anterolateraler (frontal-seitlicher) Position erkennen. Das innere Kanalsystem der Epigyne wird durch eine seitliche Verbreiterung bei der ersten Windung charakterisiert. Die eigentlichen Befruchtungsschläuche sind eher schmal und vergleichsweise weit voneinander entfernt.

### Ähnliche Arten
Es gibt innerhalb der Gattung der Jägerspinnen (Olios) vier weitere der Braunen Jägerspinne sehr ähnliche Arten, mit denen sie eine Artengruppe bildet. Bei den Arten handelt es sich um O. canariensis, O. fasciculatus, O. kunzi und O. pictus. Die fünf Arten lassen sich nur durch ihre genitalmorphologischen Merkmale sicher voneinander unterscheiden, wobei sie sich auch in dieser Hinsicht stark ähneln.
Die auf den Kanarischen Inseln endemische Art O. canariensis verfügt bei den Bulbi über kürzere Tibiaaophysen, die die Teguli lateral betrachtet nicht erreichen. Außerdem ist hier die Epigyne der Weibchen nur bis zum Zentrum getrennt. Bei O. fasciculatus ist die erste Tibiaapophyse kürzer und erreicht ventral nicht den Embolus. Überdies ist die Epigyne der Art lediglich bis zum Zentrum geteilt und das innere Kanalsystem verfügt hier über keinerlei gepaarte Strukturen.
Die afrikanische Art O. fasciculatus hat bei den Bulbi lange Tibiaapophysen, die ventral betrachtet den Basal- bzw. Basisteil der Emboli erreichen. Bei der Epigyne ist der Teilungsschlitz besonders posterior (nach hinten zu) auseinanderstrebend, wobei eine breite Vertiefung mit medianem Septum (Trennwand) sichtbar wird.
Die ebenfalls in Afrika, dort aber nur in den Ländern Namibia, Sambia und Südafrika verbreitete Art O. kunzi verfügt über breite Tibiaapophysn an den Bulbi. Außerdem sind die retrolateralen Tibiaapophysen mit einem konkaven Rückenrand versehen, die insbesondere in seitlicher Draufsicht gut zu erkennen sind. Der Schlitz der Epigyne erreicht hier den vorderen Rand des inneren Kanalsystems, der ein Paar vorderer Hakenstrukturen aufweist.
O. pictus ist in Nordafrika und im Nahen Osten präsent. Hier ist die Tibiaapophyse der Bulbi massiv gebaut und bedeckt die Basis des jeweiligen Embolus vollständig. Die Epigyne der Art ist durch eine gut ausgeprägte, ungefähr dreieckige Grube gekennzeichnet.

## Verbreitung und Lebensräume

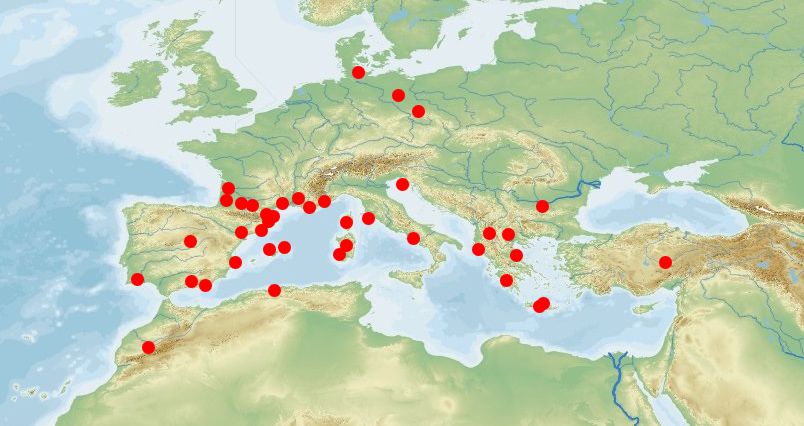
Nachweiskarte der Braunen Jägerspinne nach Peter Jäger (2020)

Die Braune Jägerspinne ist vorwiegend im Mittelmeerraum verbreitet und kommt dort in Europa auf der Iberischen Halbinsel sowie in Frankreich, Kroatien, Montenegro, Albanien und Griechenland vor. Sie ist sowohl im europäischen als auch im asiatischen Teil der Türkei vertreten. Darüber hinaus bewohnt die Art die südosteuropäischen Länder Serbien, Bulgarien und Nordmazedonien. Eine angebliche Sichtung der Spinne in Ungarn aus dem Jahr 1991 erwies sich bei Nachprüfungen 2011 als fehlerhaft.
In Nordafrika erfolgten Nachweise der Braunen Jägerspinne bisher aus Libyen und den Maghreb-Ländern. Außerdem ist die Spinne auf allen Mittelmeerinseln mit Ausnahme von Zypern gesichtet worden. Ferner bewohnt die Art die Kanarischen Inseln.
Als Habitate (Lebensräume) der Braunen Jägerspinne dienen wenig bewachsene und heiße Flächen. Somit gilt diese Art als xerothermophil (trockene warme Lebensräume bevorzugend).

## Lebensweise

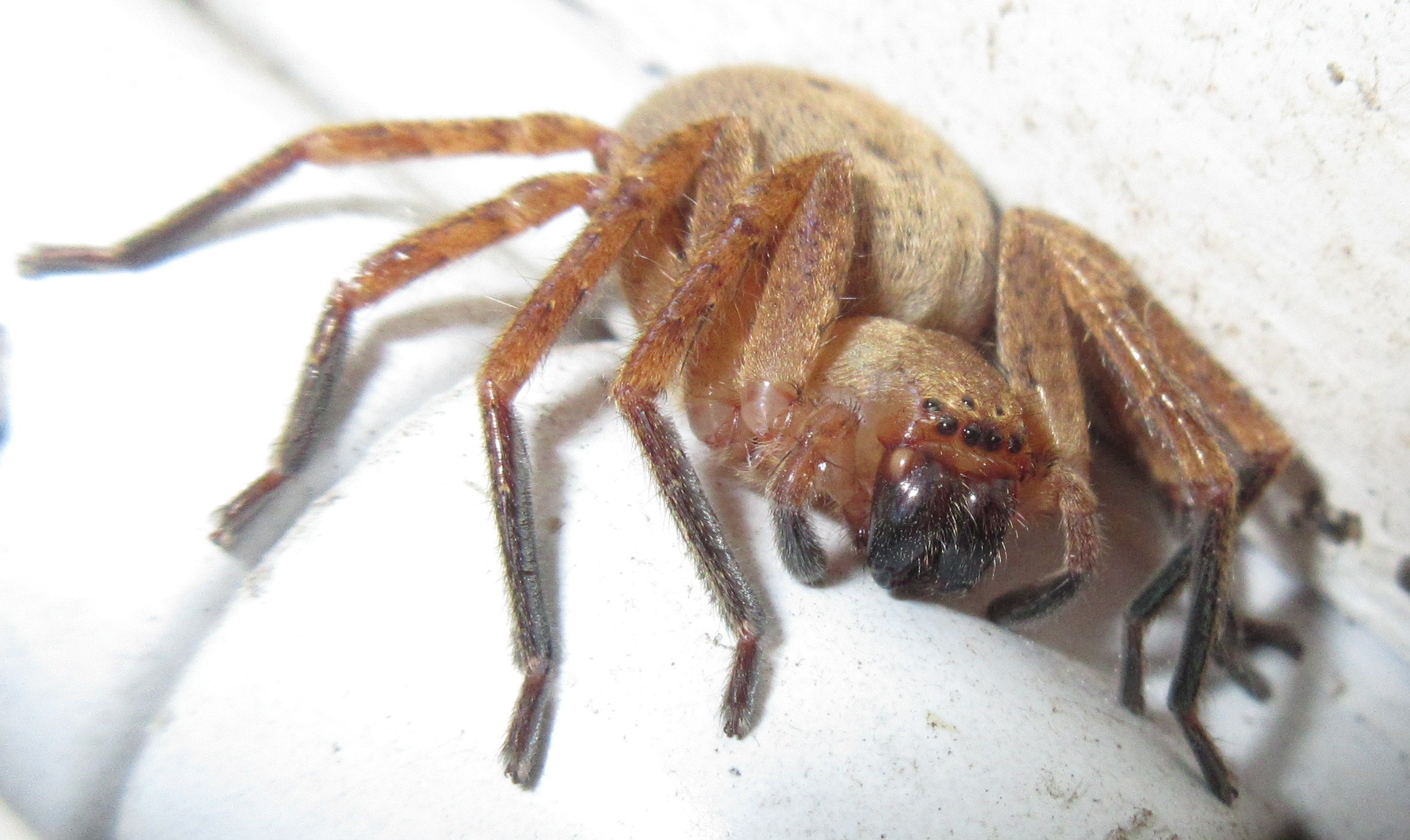
Angestrahltes Weibchen bei Nacht

Die Braune Jägerspinne ist wie alle Jägerspinnen (Olios) und somit wie der Großteil der Riesenkrabbenspinnen (Sparassidae) nachtaktiv. Die Art hält sich am Tag zumeist unter Steinen und insbesondere nachts an Wänden und Felsen auf.

### Jagdverhalten und Beutefang
Die wie alle Spinnen räuberisch lebende Braune Jägerspinne ist ein Lauerjäger. Sie benötigt wie alle Riesenkrabbenspinnen kein Spinnennetz, sondern erlegt Beutetiere freilaufend. Das Beutespektrum setzt sich aus anderen Gliederfüßern zusammen. In Gefangenschaft konnte das Erbeuten von Schmeißfliegen und Mehlwürmern dokumentiert werden.
Bei Beobachtungen sprangen jüngere Individuen dieser Spinnenart vorbeifliegende Insekten an. Ausgewachsene Spinnen blieben eher am Boden und griffen Beute mit ihren langen Beinen aus der Luft oder packten diese blitzartig, sobald sie mit ihnen in Berührung kamen. Die Reaktionszeit der Exemplare der Braunen Jägerspinne betrug dabei ein Sechstel von dem der Schmeißfliegen.
Die nach dem Fang mittels der Cheliceren durch einen Giftbiss außer Gefecht gesetzten Beutetiere werden bevorzugt nur von jüngeren Individuen der Braunen Jägerspinne eingesponnen. Bereits halbausgewachsene Spinnen der Art verzehren vergleichsweise große Beutetiere zumeist, ohne sie einzuspinnen.

Individuen der Braunen Jägerspinne mit verschiedenen Beutetieren
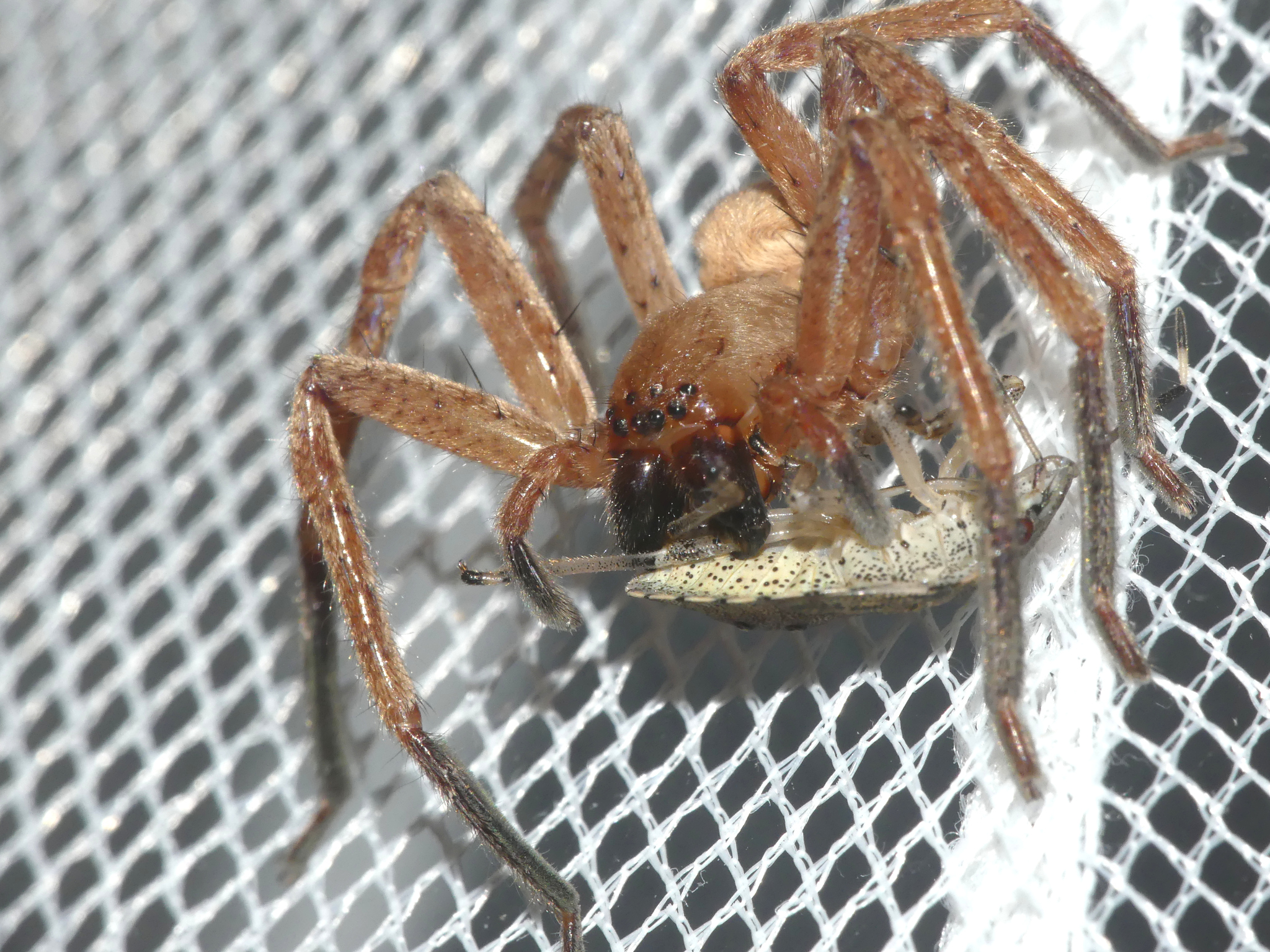
Weibchen mit erbeuteter Wanze
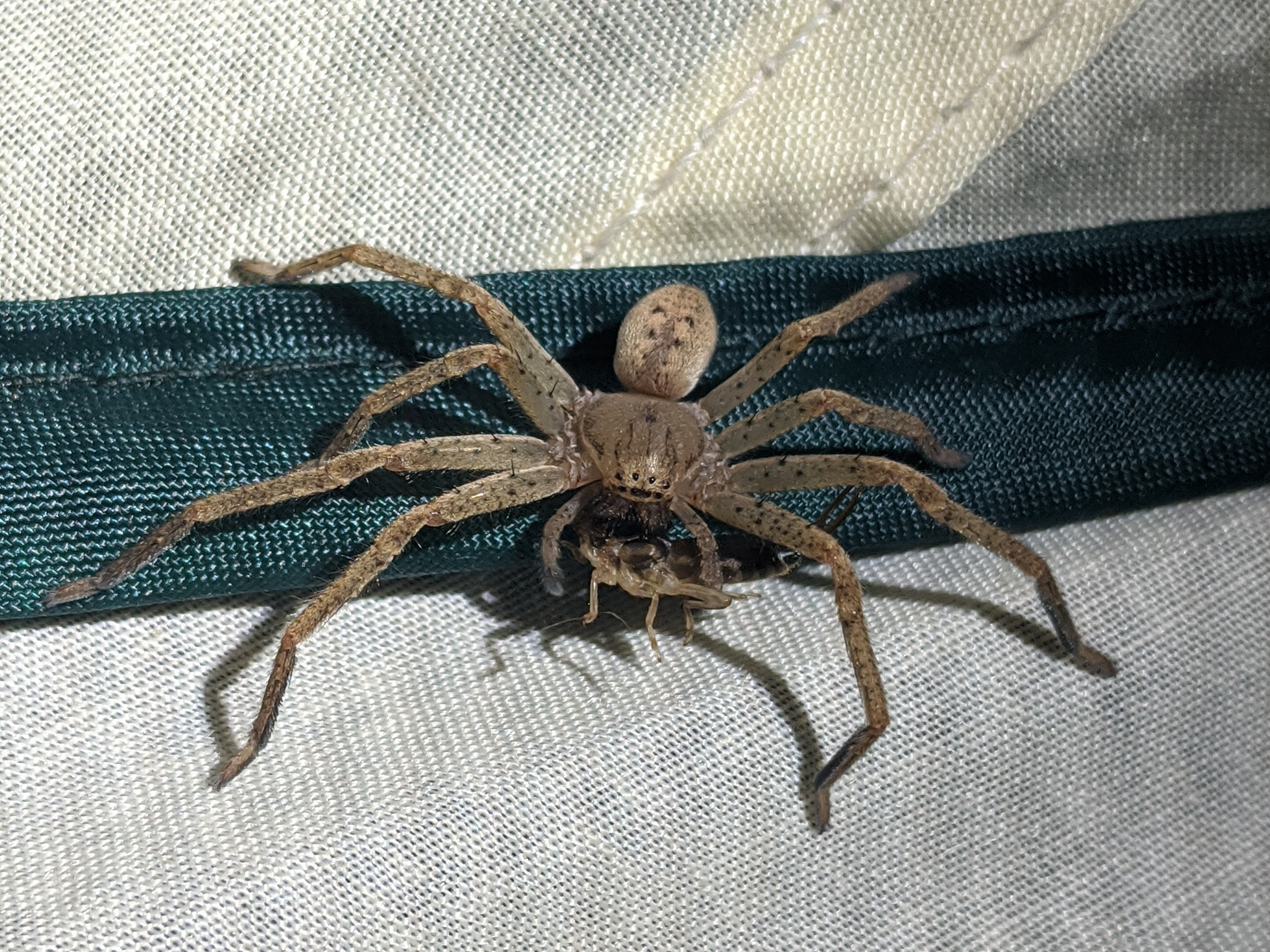
Weibchen mit erbeutetem Ohrwurm
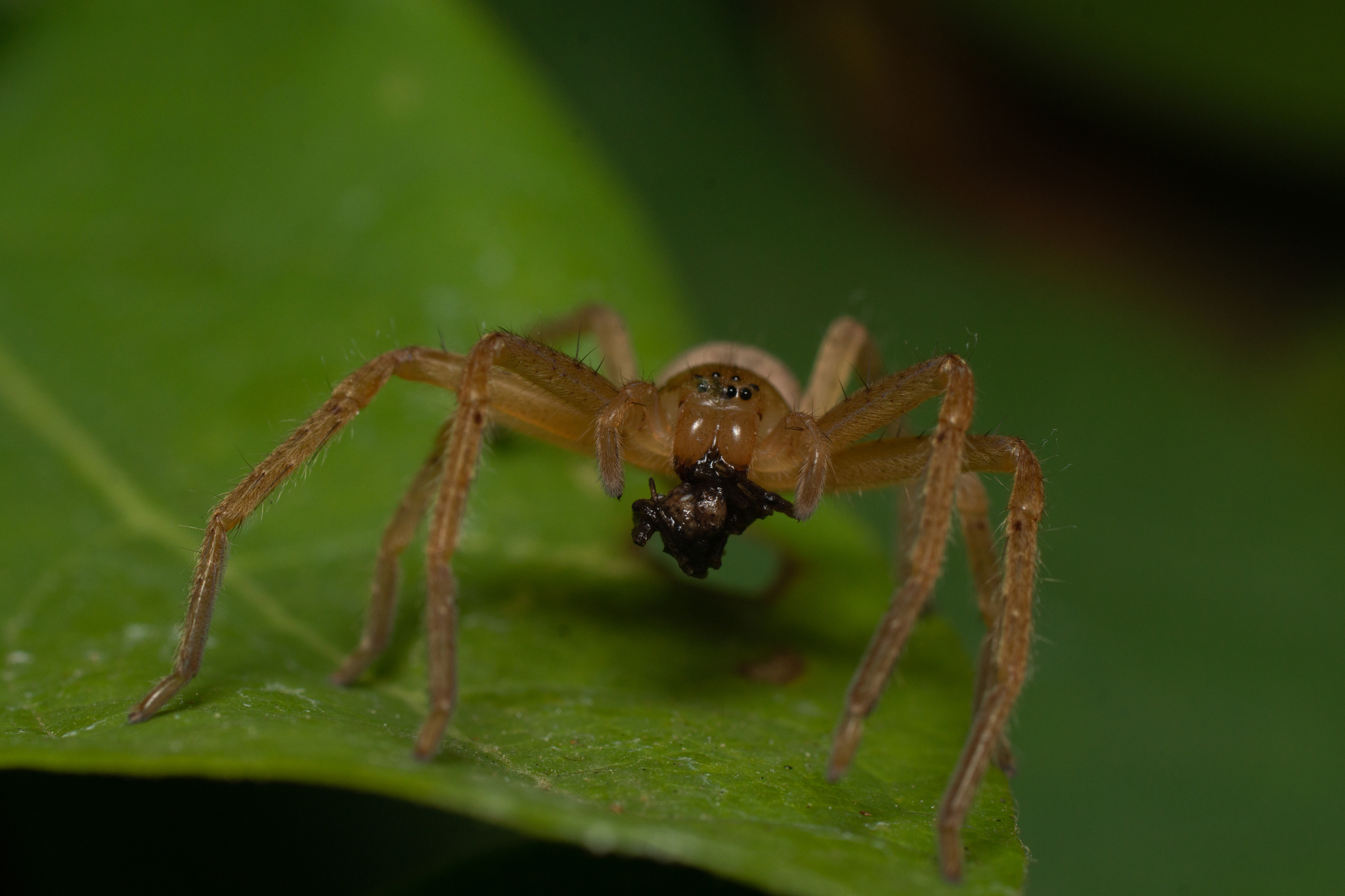
Weibchen mit einer anderen Spinne als Beute
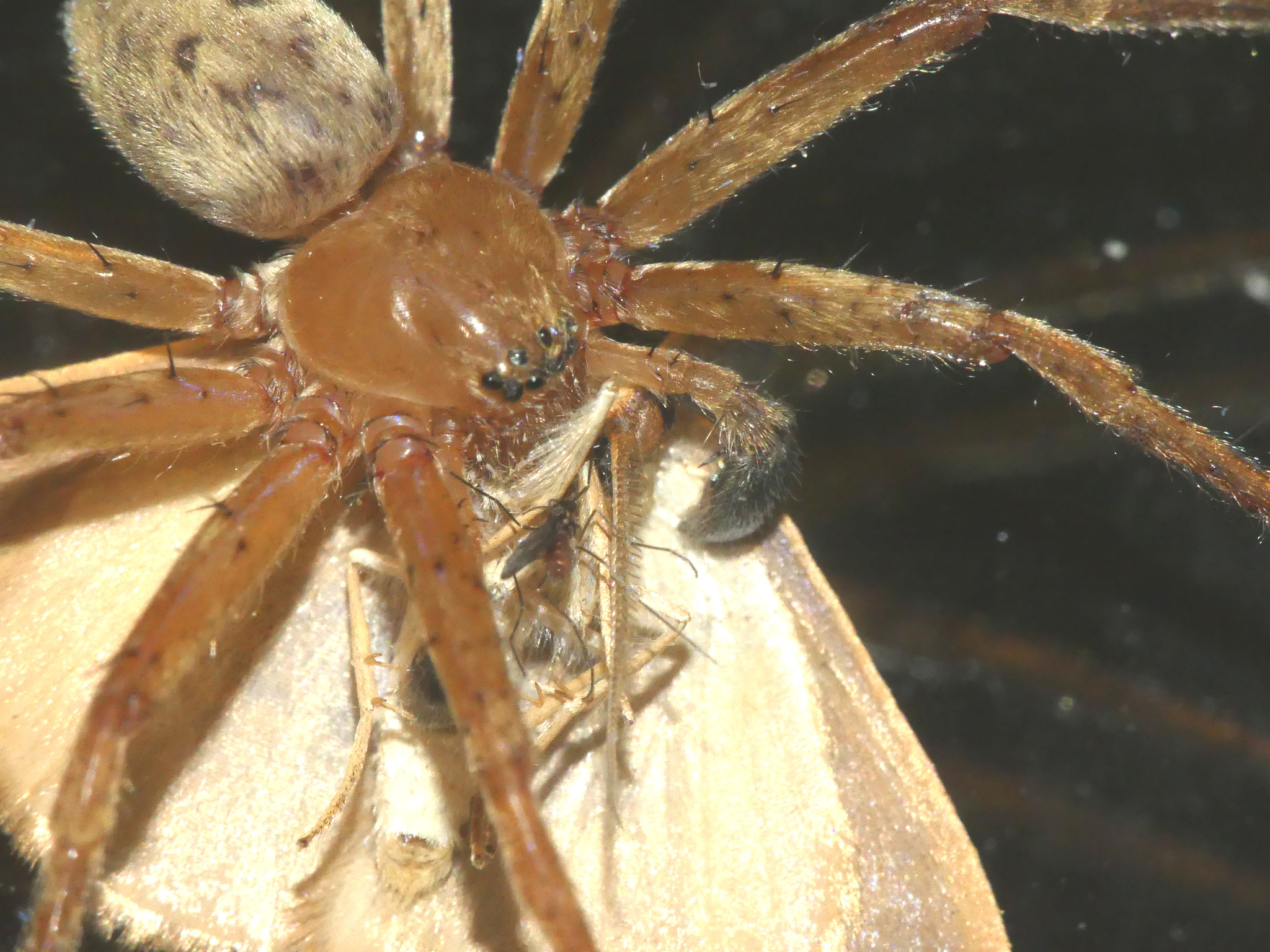
Nahaufnahme eines Männchens mit erbeutetem Nachtfalter

### Lebenszyklus und Brutpflege

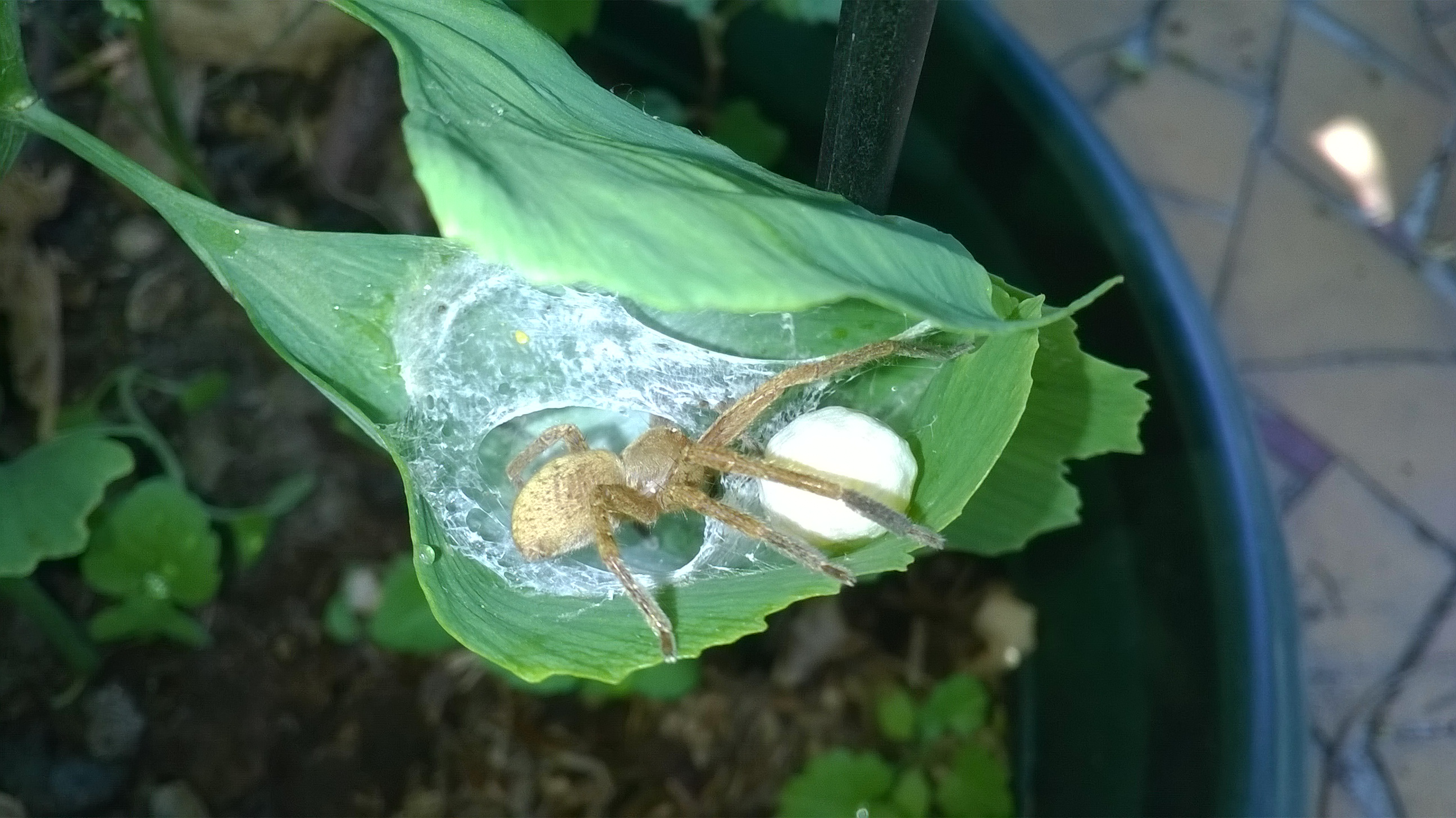
Weibchen mit Eikokon in seinem Brutgespinst

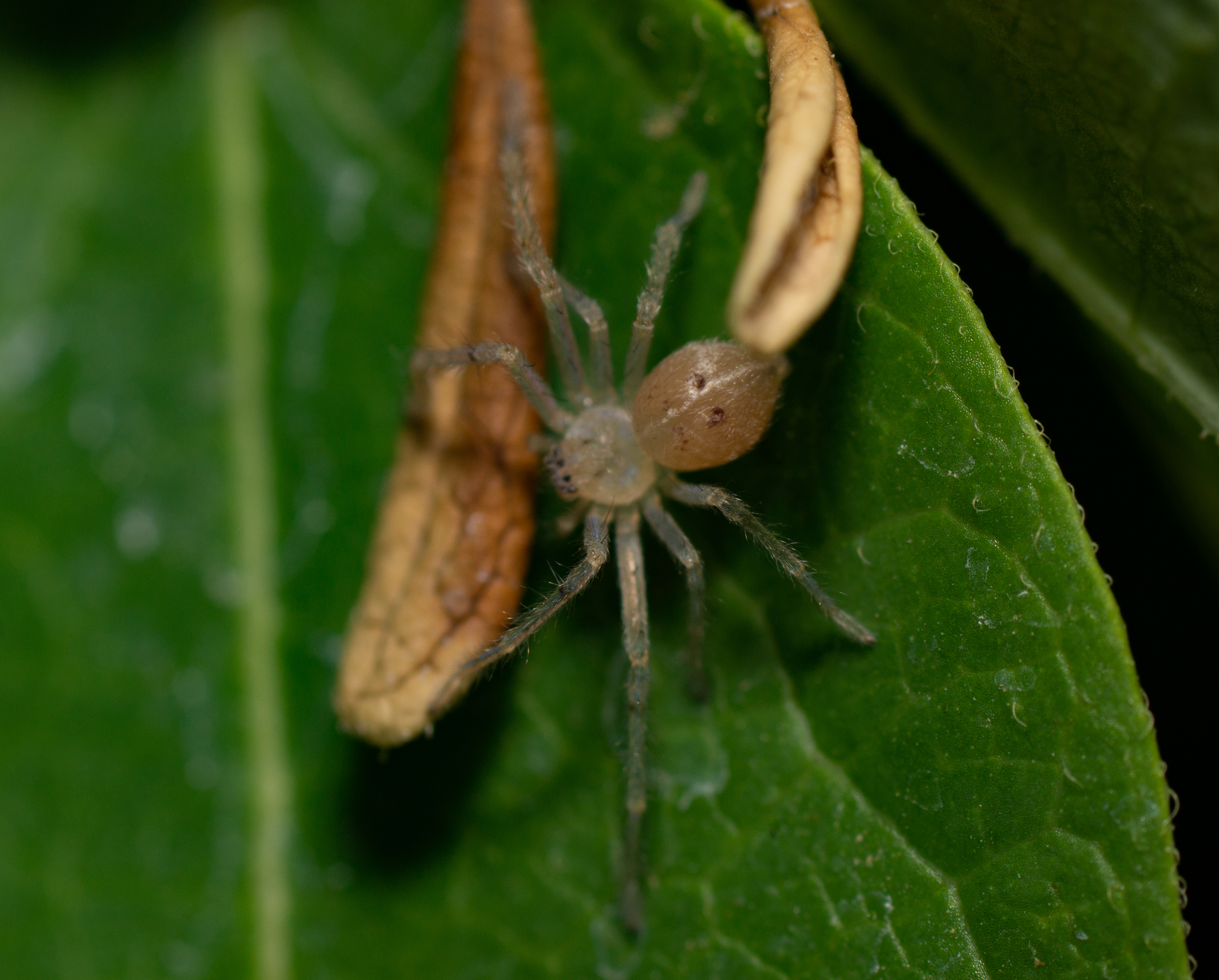
Jungtier

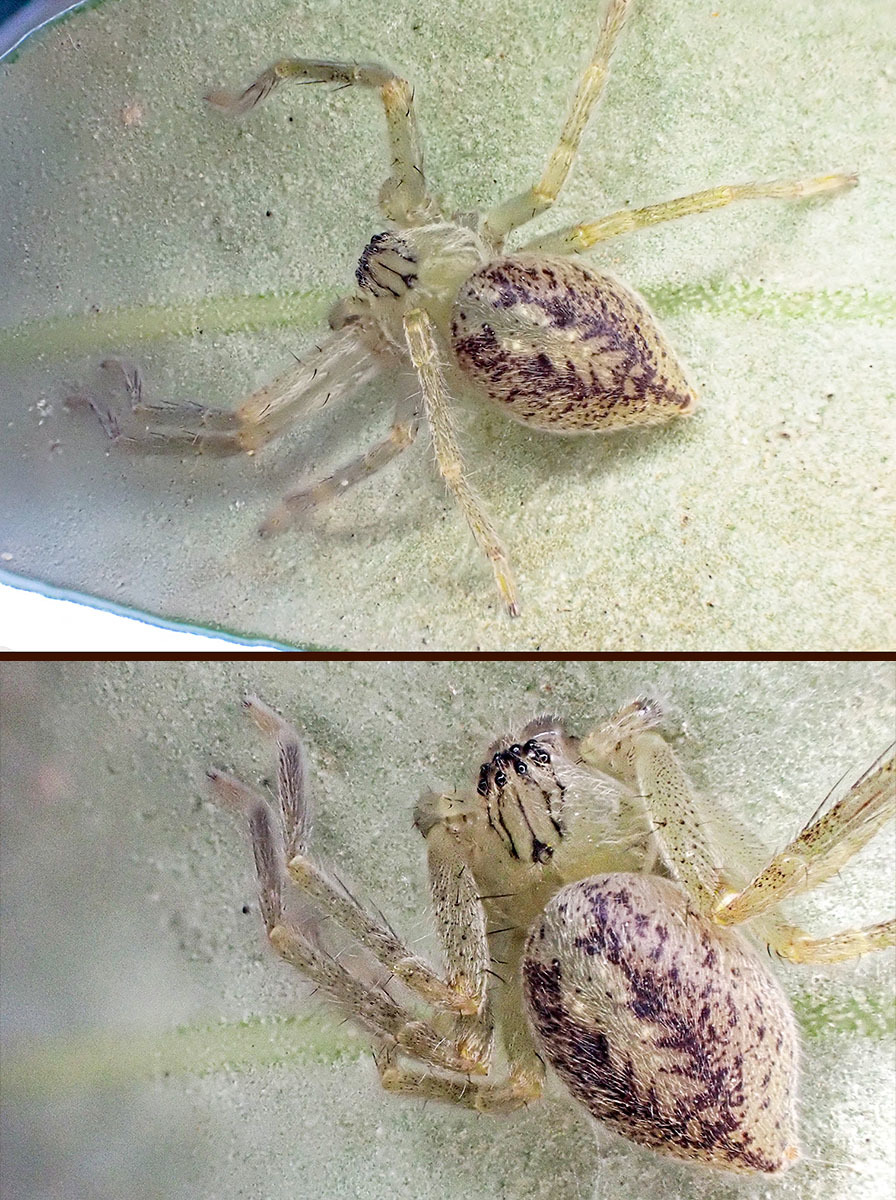
Verschiedene Ansichten eines juvenilen Exemplars mit fehlendem Bein

Der Lebenszyklus der Braunen Jägerspinne ist bisher nur in Gefangenschaft untersucht worden. Über die Phänologie (Aktivitätszeit) und das Fortpflanzungsverhalten der Art existieren keine Angaben.
Wie aus einer einmaligen Beobachtung hervorging, legte ein verpaartes Weibchen ein Brutgespinst in einer Größe von etwa fünf Zentimetern an, in dem es etwa zwei Tage später einen weißen, kugeligen Eikokon anfertigte. Bei dem Gespinst handelte es sich um ein sackförmiges Konstrukt mit einem stabilen und kugelförmigen Hohlraum. In diesem Gespinst bewachte das Weibchen seinen Kokon und hielt ihn mithilfe der Cheliceren fest.
Bei dieser Beobachtung konnte nach etwa einem Monat der Schlupf von gut 100 Jungtieren festgestellt werden. Diese rotteten sich dann zu einem Haufen zusammen und verblieben darin für einige Zeit. Bei Störungen jedoch verteilten sie sich in verschiedene Bereiche des Hohlraumes. Das Muttertier ließ den Kokonüberrest nach 14 Tagen fallen und widmete sich ab da wieder der Nahrungsaufnahme, verblieb jedoch bei seinen Nachkommen.
Bemerkenswert war das beobachtete Brutpflegeverhalten der Mutter. Passende Beutetiere, die sich unter dem Gespinst aufhielten oder in dieses hineingerieten, wurden nach dem Zugriff der Spinne zerkleinert und der größte Anteil ihren Nachkommen überlassen. Diese hielten sich anfangs permanent in der Nähe des Muttertiers oder direkt auf diesem auf, ohne dass dieses darauf reagierte. Lediglich wenn sich Jungtiere auf den Cheliceren des Muttertieres befanden, wurden diese mithilfe der Pedipalpen behutsam abgestreift. Waren die Jungtiere sehr ausgehungert, fielen sie über unmittelbar von der Mutter erbeutete Tiere her, auch wenn diese noch nicht zerkleinert waren. Dieses Fütterungsverhalten von Muttertieren gegenüber ihren Nachkommen war bis zu diesen 1955 getätigten Beobachtungen bei Riesenkrabbenspinnen (Sparassidae) kaum gesichtet worden. Zuvor war ein ähnliches Verhalten lediglich bei der australischen Art Holconia immanis, bei der sich die Jungtiere nahe dem Mundbereich eines Weibchens zur Fütterung versammeln, überliefert.
Ein kannibalistisches Verhalten konnte bei den beobachteten Spinnen grundsätzlich nicht verzeichnet werden, zumal die Mutter ohnehin wenig Bewegungsaktivität aufwies. Lediglich bei Störungen zuckte das Tier zusammen, sofern sich Jungtiere auf seinen Extremitäten befanden. Bei stärkerer Provokation nahm das Muttertier eine auch bei einigen anderen Spinnen einschließlich der Riesenkrabbenspinnen vorhandene Drohgebärde ein, bei der es das Prosoma aufrichtete, die vorderen Extremitäten in die Luft streckte, die Cheliceren spreizte und dabei wiegende Bewegungen ausführte.
Bevor sie halbwüchsig wurden, trennten sich die Jungtiere von ihrer Mutter, um selbstständig heranzuwachsen. Im Gegensatz zu vielen anderen Echten Webspinnen (Araneomorphae) konnte hier nicht der Tod des beobachteten Muttertieres der Braunen Jägerspinne innerhalb weniger Wochen oder Monate nach dem Schlupf beobachtet werden. Dieses lebte nach dem Schlupf der Jungtiere noch über ein Jahr, ehe es verstarb. Dies tritt ansonsten nur bei wenigen anderen Spinnen dieser Unterordnung, etwa Vertretern der Gattung Lycosa aus der Familie der Wolfsspinnen (Lycosidae) oder der Gattung der Uferjäger (Dolomedes) aus der Familie der Raubspinnen (Pisauridae) auf. Die Jungtiere der Braunen Jägerspinne benötigen ein Jahr zum Erlangen der Geschlechtsreife. In Gefangenschaft kann die Lebensdauer der Art bis zu zwei Jahre betragen.

## Systematik

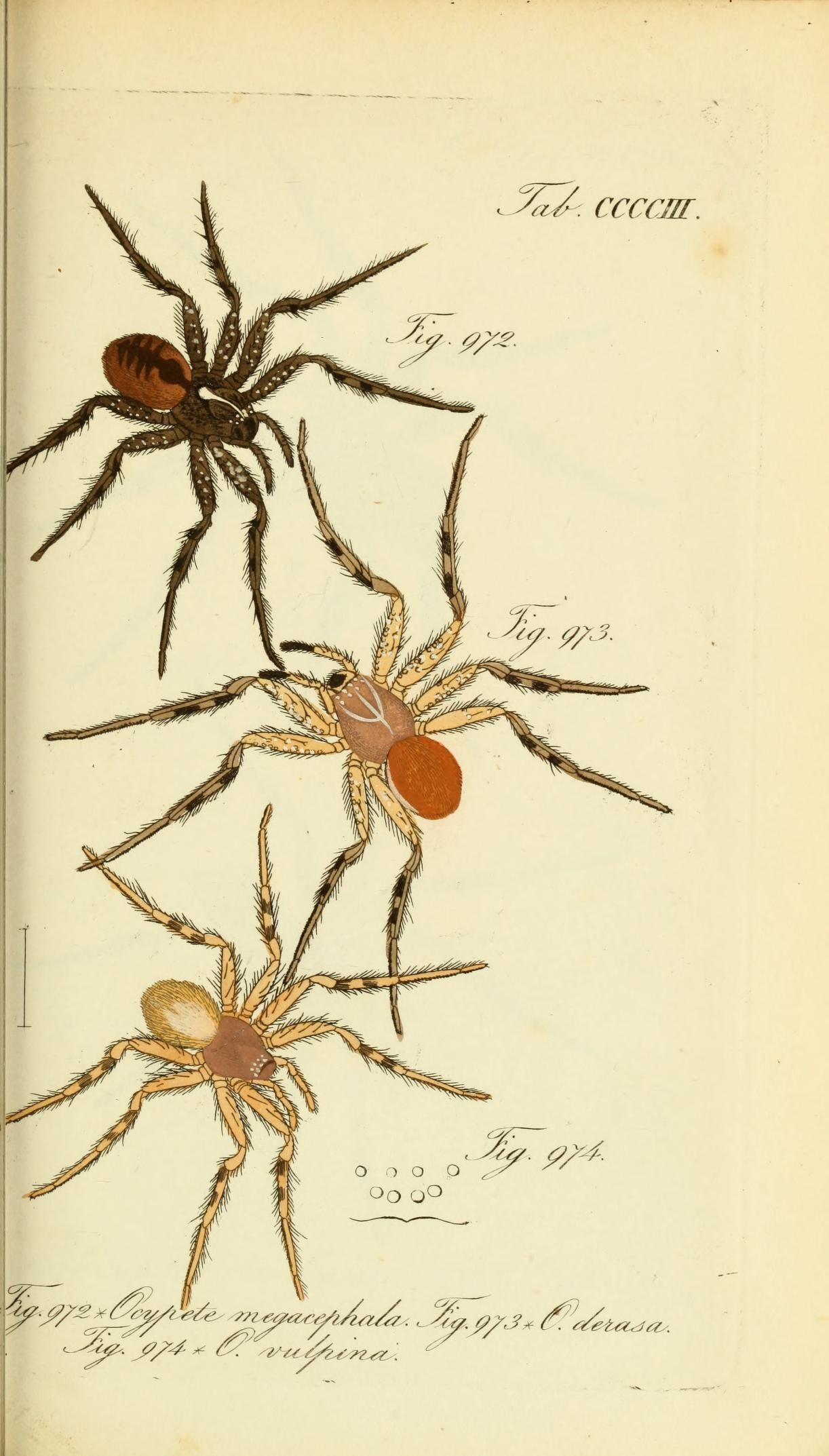
Ausschnitt aus Die Arachniden: Getreu nach der Natur abgebildet und beschrieben (1845/46) von Carl Ludwig Koch, wo die (hier falsch identifizierte) Braune Jägerspinne als Ocypete vulpina bezeichnet wird.

Die Braune Jägerspinne erhielt bei ihrer Erstbeschreibung 1806 vom Autor Charles Athanase Walckenaer die Bezeichnung Sparassus argelasius. Walckenaer wählte den Artzusatz argelasius zu Ehren des französischen Entomologen D'Argelas, der ihm das Typusexemplar aus Bordeaux übersandt hatte. Er ordnete die Art wie damals alle Riesenkrabbenspinnen (Sparassidae) der heute nicht mehr anerkannten Gattung Sparassus zu. 1837 wurde die Art von Walckenaer nochmals unter dem wissenschaftlichen Namen Olios spongitarsi beschrieben und in die Gattung der Jägerspinnen (Olios) eingegliedert. Die heute gültige Bezeichnung Olios argelasius fand erstmals 1932 seitens Eugène Simon und seitdem durchgehend Verwendung. Die Braune Jägerspinne ist heute die Typusart der Jägerspinnen.

## Einfuhr in andere Länder
Die Braune Jägerspinne wurde vereinzelt in die Länder Deutschland, Schweiz, Österreich, die Niederlande und Polen ungewollt eingeschleppt, konnte dort jedoch keine festen Populationen aufbauen. Der einzige Fund der Art aus der Schweiz wurde vermutlich auf Zeltmaterial aus dem mediterranen Raum dahin mitgeschleppt. Der Fund aus Polen ist ebenfalls ein Einzelfall innerhalb dieses Landes und geschah durch einen Warenimport aus Italien. Aus den Niederlanden liegen drei Fundmeldungen vor. Davon handelt es sich bei einem um ein adultes Weibchen, das an einem Scheunentor aufgefunden wurde. Die beiden anderen wurden als Fotonachweise ohne nähere Angaben in einem niederländischen Naturbeobachtungsportal gemeldet.

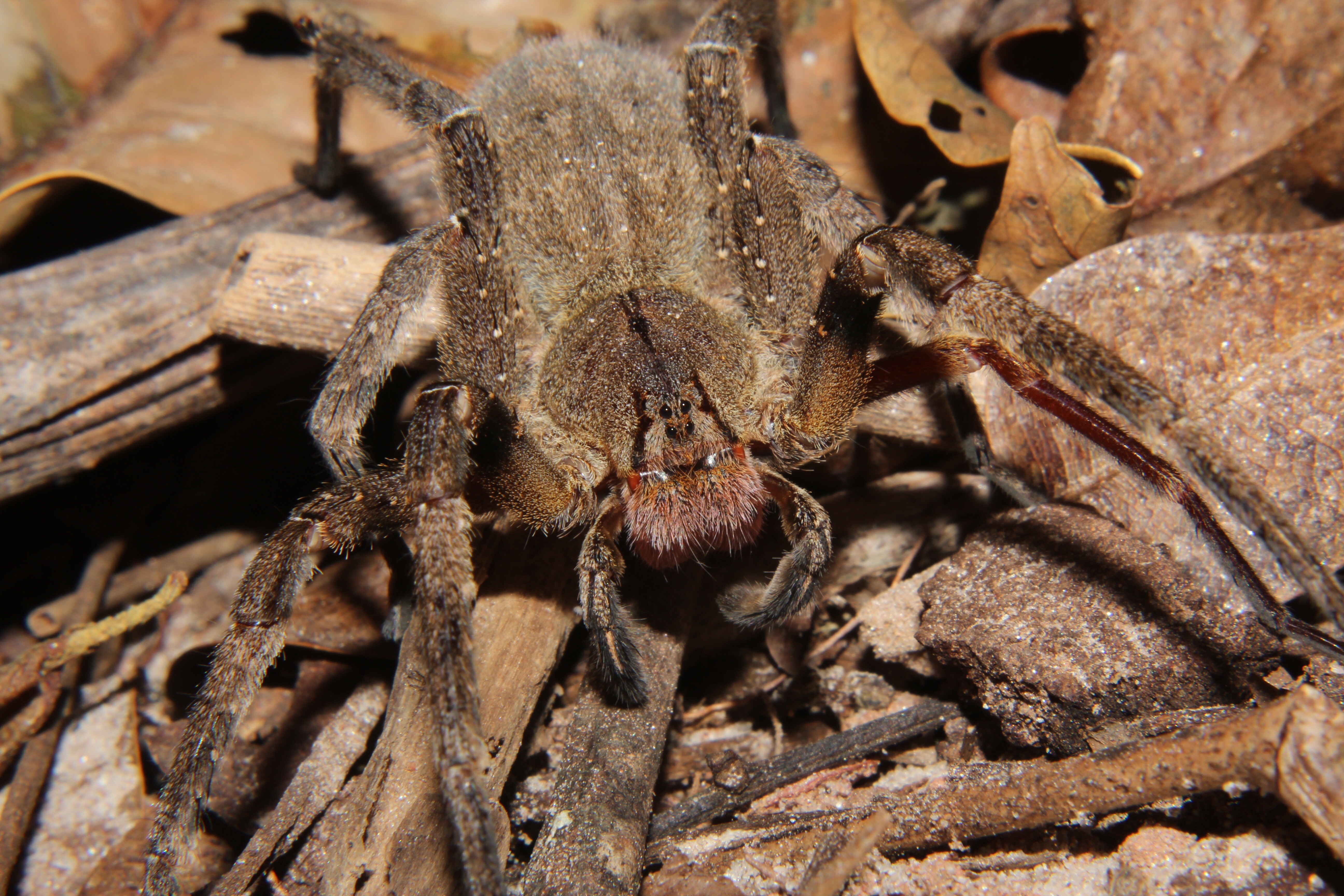
Weibchen aus der Gattung der im Gegensatz zu der Braunen Jägerspinne häufiger in Bananenexporten nachgewiesenen und für den Menschen potentiell gefährlichen Bananenspinnen (Phoneutria sp.)

Ein weiterer ungewollter Import eines einzelnen Exemplars der Braunen Jägerspinne wurde 2018 in einer Bananenkiste bei einem Lebensmittelhändler im Stadtteil Suchsdorf von Schleswig-Holsteins Landeshauptstadt Kiel gesichtet. Aus der Befürchtung, es könne sich um eine für den Menschen gefährliche Spinne der Gattung Bananenspinnen (Phoneutria) aus der Familie der Kammspinnen (Ctenidae) handeln, löste der Fund einen Feuerwehreinsatz aus. Das Tier wurde von den Angehörigen der Feuerwehr eingefangen und in Alkohol konserviert an das Landesamt für Landwirtschaft, Umwelt und ländliche Räume Schleswig-Holsteins übergeben, wo es als Individuum der Braunen Jägerspinne identifiziert werden konnte. Von Arten der Bananenspinnen wurden in der Vergangenheit mehrfach Funde aus Bananenkisten dokumentiert, was dieser Gattung ihren deutschsprachigen Trivialnamen eingebracht hat. Die Braune Jägerspinne wird hingegen nur selten außerhalb ihres Lebensraumes beobachtet und lebt auch nicht in Bananenplantagen, sie fällt jedoch wegen ihrer Größe leichter auf. Bisher ist nicht ganz geklärt, wie sich der Fund aus Kiel ereignen konnte, zumal sich besagter Lebensmittelhändler von einem Großkonzern beliefern lässt, der seine Bananenfrüchte aus Ecuador und Kolumbien bezieht. Außerdem kommen lediglich knapp 7 % aller innerhalb der Europäischen Union gehandelten Bananen vom europäischen Festland, während der Großteil davon mit über 70 % aus Lateinamerika importiert wird. Die einzige denkbare Erklärung ist eine Kreuzkontamination beim Lagern der Früchte, die das Auftreten der mediterranen Spinne innerhalb dieser Bananenkiste ermöglicht hat. 2021 erfolgte erstmals die Sichtung eines Exemplars der Braunen Jägerspinne in Österreich, was in Hennersdorf in Niederösterreich geschah.